# Загадочное происшествие в Стайлзе
«Загадочное происшествие в Стайлзе» (англ. The Mysterious Affair at Styles) — первый детективный роман английской писательницы Агаты Кристи, созданный в 1916 году и опубликованный в 1920 году. Книга была посвящена матери Клариссе Миллер, которая верила в литературный дар дочери и неизменно поддерживала её опыты на литературном поприще. Агата родилась в культурной семье среднего класса с литературными традициями, где много читали, разыгрывались пьесы, дома бывали известные писатели. До этой книги она писала любительские стихи, создала несколько рассказов и мелодраматический роман «Снег над пустыней», который был отвергнут издателями.
Об истории создания детективного романа писательница подробно рассказала в опубликованной посмертно «Автобиографии». Такой подход является очень редким случаем для её свободных воспоминаний, так как там развёрнуто отражены только вопросы связанные с её несколькими этапными и дорогими лично для неё произведениями. В конце 1914 года она вышла замуж за военного лётчика Арчибальда Кристи, приняла его фамилию и через пять лет родила от него своего единственного ребёнка — дочь Розалинду. Во время Первой мировой войны Агата работала в аптеке и медсестрой в госпитале, где приобрела медицинские навыки. В частности, она интересовалась ядами, что нашло отражение в её первом детективном романе и дальнейшем творчестве. На мысль написать детектив её натолкнул разговор со старшей сестрой Маргарет, который приобрёл форму шуточного пари. При его написании она испытала влияние со стороны нескольких известных книг в криминальном жанре, но привнесла в него ряд индивидуальных особенностей, обусловленных её чертами характера и наблюдением за окружающими. После того, как Кристи в основном определилась с сюжетом и персонажами, она начала записывать и перепечатывать роман. Столкнувшись с некоторыми трудностями при создании книги, она по совету матери решила поработать над ней в Дартмуре, сельском английском регионе. Там в отеле «Мурланд», где Агата старалась держаться в одиночестве, он и был закончен. Однако на протяжении нескольких лет роман был отвергнут рядом издательств и увидел свет только в октябре 1920 года, когда после небольшой переработки, сделанной по настоянию издателя, был опубликован в лондонском The Bodley Head, ставшем её первым издательством. Детектив разошёлся тиражом около 2000 экземпляров. До этого он выходил частями в британском журнале The Times Weekly Edition с 27 февраля по 25 июня 1920 года. Полученный незначительный гонорар не мог в полной мере удовлетворить дебютантку, но Агата не отчаялась и решила всё-таки продолжать писать, став со временем классиком детективной литературы, а также одним из самых издаваемых и переводимых авторов в истории.
Это первая книга про бельгийского детектива Эркюля Пуаро, капитана Артура Гастингса и инспектора Джеппа — персонажей, которые будут фигурировать или упоминаться в десятках произведений писательницы. Кроме того, отсылки к их первому совместному делу содержатся в нескольких других работах их создателя. Со временем Пуаро стал самым знаменитым персонажем автора и появляется в её 33 романах, 51 рассказе и одной пьесе, при этом его образ не претерпевает каких-либо серьёзных изменений. Кроме того, он является одним из самых известных сыщиков детективной литературы. Роман написан от лица Гастингса и содержит многие элементы классического детектива. Так, в нём присутствует гениальный и в то же время эксцентричный сыщик, которому помогает по мере сил его не сильно проницательный друг и помощник. К характерным особенностям детективной литературы также относят убийство в «закрытой комнате», много скрывающих что-либо подозреваемых в одном здании, «парные» персонажи, разбросанные по тексту «ключи», ложные ходы и намёки, схемы и планы, неожиданные повороты расследования, хитроумное использование яда, эффектный финал-кульминация, в котором гениальный сыщик изобличает преступника. Многие из этих элементов и мотивов впоследствии были усовершенствованы Кристи и стали характерными для её книг криминального жанра. Литературоведы отмечают, что, несмотря на обилие побочных, в том числе любовных, линий, детективный роман получился увлекательным и автор сумела продемонстрировать своё незаурядное мастерство рассказчика и построения интриги, с честью справившись с трудностями в дебютном произведении. Книга нашла отражение в культуре, она несколько раз экранизировалась на телевидении, адаптировалась для радио.

## Сюжет
Действие романа разворачивается во время Первой мировой войны в усадьбе «Стайлз-корт» (графство Эссекс). Повествование ведётся от лица английского офицера Артура Гастингса, который становится участником событий, проводя свой отпуск после ранения в имении «Стайлз». Там он находится по приглашению своего старого приятеля Джона Кавендиша и где ранее часто бывал в детстве. Однажды ночью жильцы поместья находят пожилую хозяйку дома Эмили Инглторп умирающей в сильных конвульсиях, видимо, вызванных отравлением. Как позже выясняет следствие, это произошло от попадания в организм смертельной дозы стрихнина. Постепенно становится известно, что в той или иной мере в смерти Эмили были заинтересованы практически все обитатели усадьбы, а некоторые из них знакомы с действием химических веществ, и даже имеют доступ к ядам. В усадьбе влюбчивому Гастингсу нравятся две женщины и он никак не может определиться в своих чувствах. Он решает участвовать в раскрытии тайны и призывает на помощь своего старого хорошего знакомого, бельгийского эмигранта Эркюля Пуаро, бывшего брюссельского полицейского, живущего в соседней деревне Стайлз-Сент-Мери.
Сотрудники Скотленд-Ярда и Пуаро восстанавливают по кусочкам последний день жизни убитой, обращая внимание на, казалось бы, незначительные детали. Бельгиец выясняет, что в этот день у неё была ссора с каким-то человеком, предположительно, мужем Альфредом Инглторпом или сыном Джоном Кавендишем. По мере проведения следствия под подозрением так или иначе оказываются Альфред Инглторп, токсиколог Бауэрстайн, помощница и компаньонка умершей Эвелин Говард, врач Лоуренс Кавендиш и его брат Джон, работница аптеки Цинтия Мердок и даже сама Эмили Инглторп. Расследование дела усложняют значительное количество фигурирующих в нём лиц, а также противоречивые улики и факты, свидетельствующие в отношении различных людей.
От лица недавно появившегося в деревне помощника аптекаря становится известно о том, что незадолго до убийства он продал стрихнин Альфреду Инглторпу, который объяснил приобретение яда необходимостью усыпить собаку. Установлению истины препятствует отношение к вдовцу членов семьи умершей, многие из которых настроены к нему враждебно и их показания не могут быть признаны объективными. Пуаро обращает внимание на странное поведение Альфреда, который, по наблюдению детектива, старается направить следствие в сторону скорейшего предъявления обвинения именно ему. Пуаро сомневается в его невиновности и в конце концов приходит к выводу, что Альфред замешан в преступлении. Он догадывается, что тот, располагая алиби, добивается того, чтобы на основании недостаточности улик суд его оправдал. Эта линия поведения объясняется тем, что в соответствии с английским законодательством обвиняемый не может быть повторно судим за одно и то же преступление. В финале бельгиец собирает замешанных в этом деле людей, рассказывая, как погибла покойная, и вынуждает Инглторпа невольно признать свою вину в преступлении. Детектив объясняет, что больше всех в смерти Эмили был заинтересован её муж, который действовал из корыстных побуждений совместно со своей троюродной сестрой Эвелин Говард. С последней он внешне имел крайне неприязненные отношения, но на самом деле между ними был тщательно скрываемый от окружающих роман. Именно она, искусно выдав себя за Альфреда, покупала в аптеке стрихнин и создавала улики против других замешанных в этом деле людей. Её отец был фармакологом, она разбиралась в отравляющих химических веществах, и ей пришла в голову идея совершить убийство, используя свойство бромида осаждать стрихнин, содержавшийся в составе микстуры, которую принимала хозяйка усадьбы. В конце романа развязываются некоторые второстепенные линии, а Пуаро выражает надежду Гастингсу на возможность продолжения их дружбы и проведения совместных расследований в будущем.

## Действующие лица
Здесь представлены все герои романа, имеющие собственные реплики.
Жители поместья «Стайлз-корт»:
- Артур Гастингс — от его лица ведётся повествование; 30 лет; армейский капитан, находящийся в отпуске после ранения на Западном фронте;
- Джон Кавендиш, 45 лет;
- Лоуренс Кавендиш — младший брат Джона; около 40 лет;
- Мэри Кавендиш — жена Джона, работница Женской земледельческой армии;
- Эмили Инглторп — хозяйка поместья, богатая старая женщина; приёмная мать Джона и Лоуренса;
- Альфред Инглторп — муж Эмили, гораздо моложе её;
- Синтия Мердок — протеже Эмили, дочь её подруги, работница аптеки и добровольческого медицинского отряда[англ.];
- Эвелин Говард — компаньонка Эмили; около 40 лет;
- Доркас — экономка поместья;
- Энни — служанка;
- Элизабет Уэллз — служанка;
- Маннинг — садовник.

Остальные герои:
- Эркюль Пуаро — знаменитый бельгийский сыщик, во время войны нашёл приют в Англии; старый друг Гастингса;
- Бауэрстайн — доктор, токсиколог;
- Уилкинс — доктор;
- Уэллс — нотариус, коронер;
- Альберт Мейс — помощник аптекаря;
- старый крестьянин;
- Инспектор Джепп — старший инспектор Скотланд-Ярда;
- Саммерхей — лейтенант, помощник Джеппа;
- «Светило» — коллега Цинтии по госпиталю;
- привратник Лисуэйза;
- Филипс — прокурор;
- сэр Эрнст Хевивезер — адвокат;
- судья.

## История создания

### Предыстория

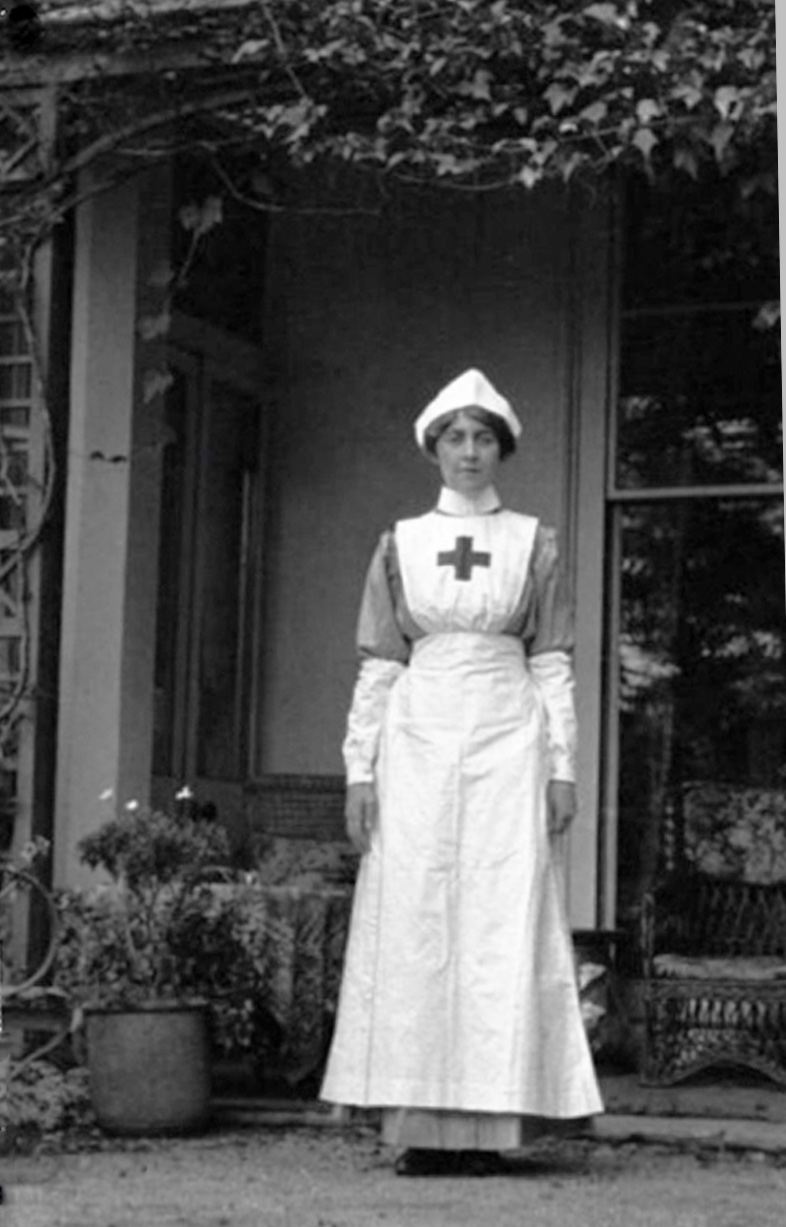
Агата Кристи в 1915 году

Агата Мэри Кларисса Миллер родилась 15 сентября 1890 года в английском приморском курортном городке Торки, Девон, в семье обеспеченного рантье Фредерика (1846—1901) и Клариссы (урождённая Бомер; 1854—1926) Миллер, став третьим ребёнком после дочери Маргарет «Мэдж» (1879—1950) и сына Луиса Монтана «Монти» (1880—1929). В детстве Агата получила хорошее домашнее образование, отличалась живым воображением и художественными наклонностями. Мать рассказывала ей собственные сказки, отмеченные богатым воображением. Семья отличалась литературными интересами, некоторые из её родственников пытались писать, поддерживали знакомства с литераторами, а в их домашнем поместье «Эшфилд» бывали известные писатели (Генри Джеймс, Редьярд Киплинг, Иден Фелпотс). Выучившись читать самостоятельно, она много времени проводила за книгами. Девочка могла возвращаться к одному и тому же произведению в течение года многократно, причём родители старались, чтобы она проводила меньше времени за этим «удовольствием». Круг её интересов составляли классические детские произведения английской, американской, французской и немецкой литературы, а также Ветхий Завет. Позже к ним добавились авантюрные и криминальные книги, а также почитаемый ей на протяжении всей жизни Чарльз Диккенс. Ещё в детстве она сочинила «страшный» рассказ, который был поставлен в семейном кругу. Его сюжет повествует о «шекспировской» по накалу борьбе за наследство между сёстрами: «благородной леди Мэдж» и «кровожадной леди Агатой»; причём при инсценировке по желанию Маргарет и к удовольствию «автора» роли поменялись. Несколько позже она разыгрывала домашние спектакли со своей гувернанткой Мари Сиже, причём они шли по настоянию последней на французском, от которой она и научилась на слух беглому языку.
Долгое время она любила одиночество и часто импровизировала придуманные истории, произнося их вслух во время движения по саду. Первое стихотворение Агата написала в одиннадцать лет, через четыре года она серьёзно занималась в парижском пансионе музыкой. Она также сочинила для себя оперетту  «Марджори» (почти без музыки, как она позже выразилась), мечтала стать певицей, пианисткой и даже создала вальс «Час с тобой», который к её удовольствию даже некоторое время исполнялся профессиональным танцевальным оркестром. По этому поводу советский литературовед и теоретик детективного жанра Георгий Анджапаридзе заметил, что её занятия литературой и искусством представляют собой образчик «классического британского дилетантизма, может быть, не создающего высоких духовных ценностей, но бесконечно обогащающего внутренний мир самого творящего». Финансовое положение семьи пошатнулось в связи с неудачным управлением активами со стороны отца, а также его смертью в ноябре 1901 года, когда Агате было одиннадцать лет.
В конце 1900—начале 1910 годов Агата занималась написанием коротких новелл, в основном мистического характера, некоторые из которых позже — после большей или меньшей переработки — были опубликованы («Дом грёз», «Последний спиритический сеанс», «Зов крыльев»). Свой первый рассказ она написала по предложению матери, которая заметила, что дочь скучает. Именно ей и будет впоследствии посвящён первый детективный роман будущей «королевы детектива». Ещё до Первой мировой войны Кристи создала мелодраматический роман «Снег над пустыней» (Snow Upon the Desert), но он не привлёк внимание издателей. Несмотря на свои литературные опыты, в то время она ещё не помышляла, что сможет стать профессиональной писательницей, видя своё предназначение в роли матери и жены. Считается, что на мысль написать детективный роман её натолкнул разговор с сестрой, который приобрёл форму шуточного пари. Мэдж, как и многие в их семье, имела склонность к литературе, ко времени этой «дискуссии», ещё до своего замужества, последовавшего мене чем через год после смерти их отца, уже пробовала писать рассказы, а её пьеса «Истец» даже будет поставлена в одном из театров лондонского Вест-Энда. В этом отношении Агата позже заметила, что в отличие от неё сестра считалась в семье очень талантливой, а она, осознавая свою «заурядность», и не помышляла о писательском труде, а в первую очередь её в ту пору интересовал счастливый брак.

### Замысел
Ещё в детстве Маргарет пересказывала младшей сестре новеллы Артура Конан Дойла, познакомив её с приключениями Шерлока Холмса, которые Агата с интересом стала читать наряду с другими детективными, криминальными произведениями. Особенно большое впечатление на них обоих произвёл вышедший незадолго до этого роман Гастона Леру «Тайна жёлтой комнаты» (1908), ставший первым в его серии «Необычайные приключения Жозефа Рультабиля, репортёра». Увлечённая подобного рода литературой Агата сказала сестре, что хотела бы и сама написать детективный роман, на что Мэдж ответила, что до этого она неудачно пробовала силы в этом жанре и сомневается, что это может получиться у её младшей сестры: «Держу пари, что ты не сможешь, — сказала Мэдж». Агата Кристи, в вышедшей уже после её смерти «Автобиографии», писала про этот разговор и замысел детективного произведения следующее:
На этом мы и остановились. Настоящего пари мы не заключили, но слова были произнесены. С этого момента я воспламенилась решимостью написать детективный роман. Дальше эмоций дело не пошло. Я не начала ни писать, ни обдумывать мой будущий роман, но семя было брошено. В тайниках подсознания, где книги, которые я собираюсь написать, поселяются задолго до того, как зерно прорастает, прочно укоренилась идея: в один прекрасный день я напишу детективный роман.

Джон Карран, исследователь записных книжек писательницы, отмечая убедительность сведений, приводимых Агатой и характер спора между сёстрами, расценил такую версию как далеко не в полной мере раскрывающую историю замысла и создания такого известного детективного произведения. Он пришёл к выводу, что его появление несомненно было вызвано «врождённым литературным дарованием» Агаты.

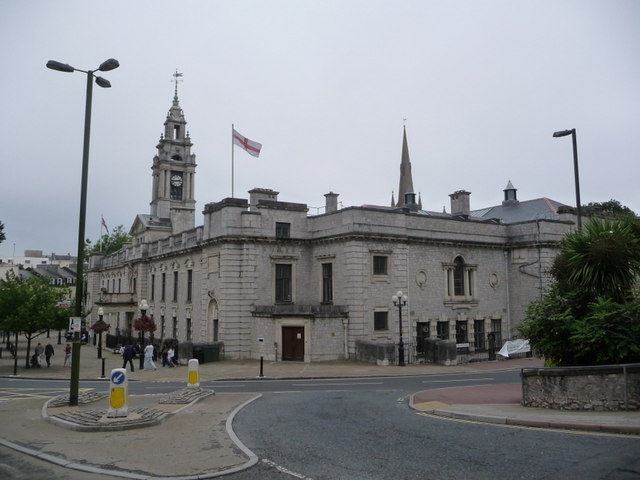
Ратуша Торки — в годы Первой мировой войны использовалась под нужды госпиталя

С началом Первой мировой войны, с октября 1914 года, Кристи добровольцем устроилась работать сестрой милосердия в военный госпиталь, размещённый в городской ратуше Торки (Torquay Town Hall), а несколько позже — в госпитальную аптеку, где познакомилась с основами медицинского дела и фармакологии. Агату очень интересовали яды и, по предположению официального биографа семьи Кристи Джанет Морган, возможно, эта работа подтолкнула её к написанию таинственных историй об убийствах. Этот «неподдельный» интерес проявился в стихотворении «В аптеке», изданного в 1924 году в составе первого из двух её поэтических сборников «Дорогой грёз» (The Road of Dreams) и часто цитируемого исследователями. В нём, в частности, упоминаются мышьяк, сулема, «синий аконит» и «смертоносный цианид» в таком контексте:
В них исцеленье и успокоенье,

Источник силы, твёрдости залог, —

Но в голубом стеклянном заточенье

Злой умысел, и смерть, и преступленье

Таит аптечный пузырёк!
Во время Первой мировой войны, 24 декабря 1914 года, она вышла замуж за военного лётчика Королевских ВВС Арчибальда (Арчи) Кристи, с которым начала встречаться ещё до войны, и приняла его фамилию. После того, как у неё стало больше свободного времени, памятуя о своём разговоре с сестрой, она впервые серьёзно решила вернуться к замыслу написать детективный роман. Это было связано с тем, что в аптеке, в отличие от госпиталя, периоды интенсивной занятости сменялись «затишьем». Большинство исследователей относят время создания книги к 1916 году, хотя высказывалось мнение, что это имело место в следующем году. Лора Томпсон настаивала на том, что это был именно 1916 год. Она полагала, что это произошло в перерывах между работой и возвращениями мужа в Англию: «То, что даже тогда она испытывала потребность писать, само по себе великая загадка, вызывающая восхищение. Тем не менее эта почти совершенная вещь явилась почти из ниоткуда». Томпсон подчёркивала, что несмотря на путаные воспоминания автора, та приступила к его написанию не ранее октября 1915 года, когда Арчи был с ней в отпуске в Нью-Форесте. Это предположение основывается на изучении его дневниковых записей за указанный период.
С учётом того, что в госпитале и аптеке её повсюду окружали химические вещества и различные яды, ей пришло в голову, что способом убийства станет отравление. Исходя из своего опыта и предпочтений она решила, что убийство должно было происходить в домашней, сугубо внутрисемейной обстановке. Позже писательница признавалась, что в то время всецело находилась под влиянием детективной прозы Конан Дойла и своего главного героя, ведущего расследования, представляла на манер Шерлока Холмса. При этом она понимала, что ей необходимо придумать своего собственного оригинального детектива, непохожего на Холмса, а также то, что у её героя должен быть напарник, чтобы, по её словам: «он оттенял достоинства сыщика (вроде козла отпущения)». В качестве убийцы она решила остановить свой выбор на муже жертвы: как ей представлялось, это был наиболее распространённый вид убийства. Решение сделать преступником мужа из-за видов на наследство Кристи объясняла следующим образом: «Конечно, можно придумать невероятный мотив преступления, но это неубедительно с художественной точки зрения».

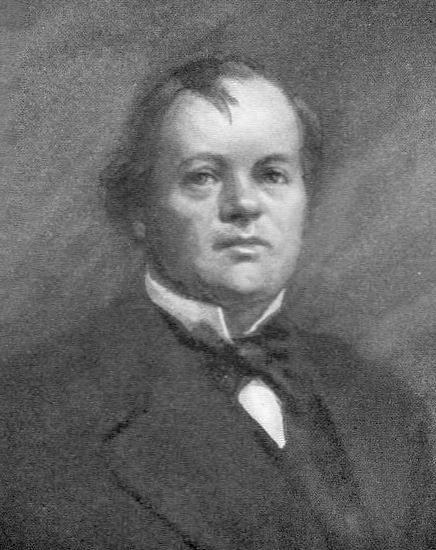
Серийный убийца Уильям Палмер — один из возможных прототипов персонажа Альфреда Инглторпа

Размышляя о характере будущего романа, она пришла к выводу, что главным в увлекательной детективной интриге является то, что читателю с самого начала ясно, кто преступник. Однако по мере развития сюжета становится известно, что этот вывод не является таким уж однозначным и необходимо показать: «подозреваемый невиновен, хотя на самом деле всё-таки именно он совершил преступление».
Агата продолжала настойчиво обдумывать свой детективный сюжет. Личность преступника, о которой она размышляла, была довольно стереотипной: «У него был довольно зловещий вид, чёрная борода, казавшаяся мне тогда точной приметой тёмной личности». Среди её соседей проживали бородатый мужчина и его богатая, притом старше его, жена. Однако Кристи пришла к выводу, что этот сосед вполне безобиден, и решила для себя, что не будет использовать в своём творчестве реальных людей в качестве прототипов персонажей. Это решение было изменено под влиянием произошедшей на следующий день встречи. Находясь в трамвае, она увидела человека с чёрной бородой, а рядом с ним пожилую и невероятно болтливую женщину. За ними находилась полная дама, оживлённо рассказывавшая о луковицах для посадки. Эти незнакомые люди заставили её вернуться к своему замыслу — роману, детективная интрига которого основывается на убийстве мужем своей жены из корыстных побуждений — и подтолкнули её к созданию других персонажей романа.
В литературе отмечается, что на образ отравителя могла повлиять личность реального британского серийного убийцы Уильяма Палмера, получившего известность как «Палмер-отравитель», «Принц отравителей», «Отравитель из Рагли». Врач по профессии, он совершил с помощью ядов целый ряд убийств, целью которых было личное обогащение. Однако он был разоблачён, признан виновным и 14 июня 1856 года казнён через повешение.

### Создание Эркюля Пуаро

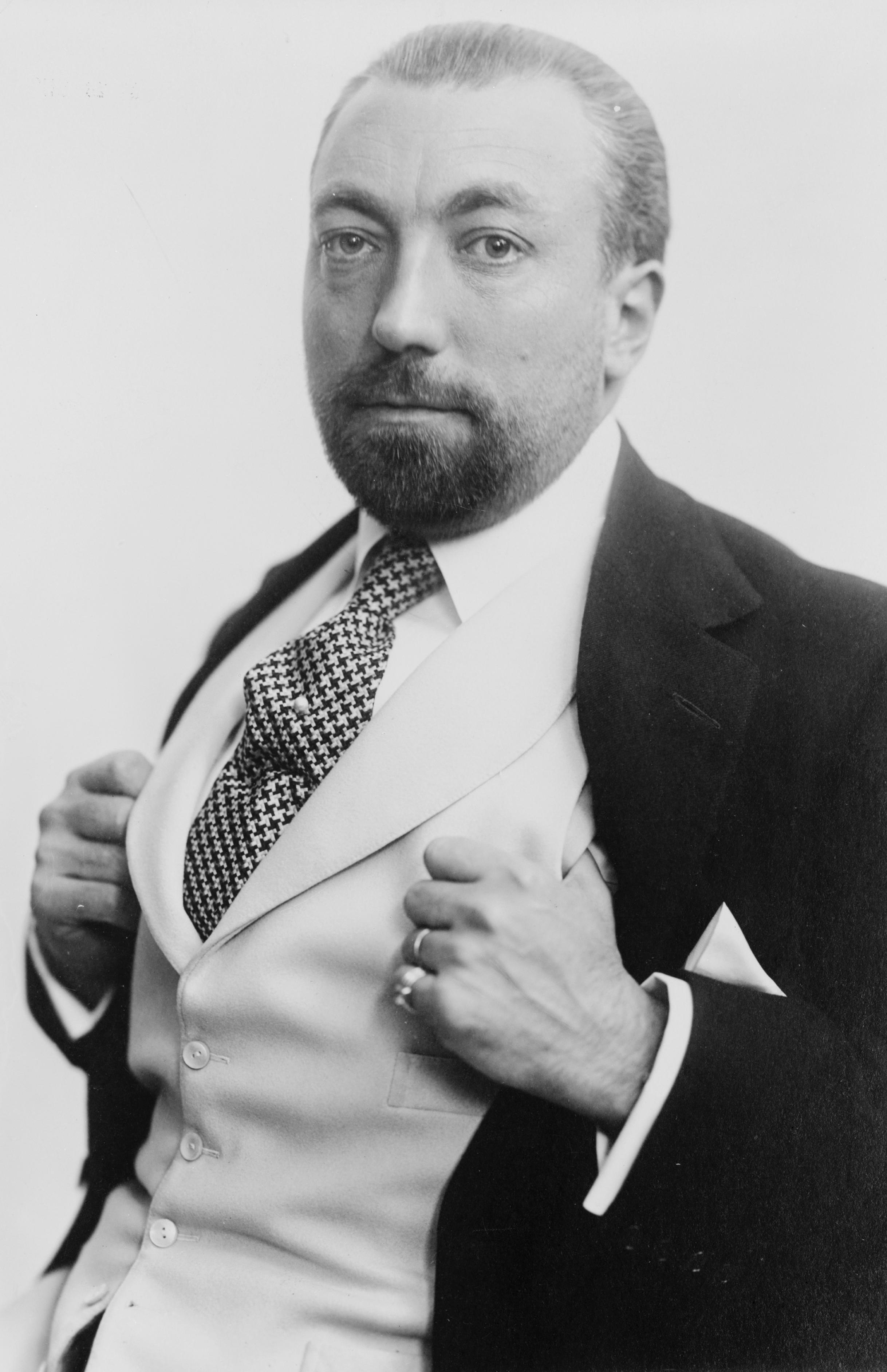
Парижский модельер Поль Пуаре — один из прототипов самого знаменитого персонажа Кристи

Перебрав нескольких героев авантюрно-детективной литературы, Кристи пришла к выводу, что ей бы хотелось, чтобы её сыщик не походил на других (Шерлок Холмс, Арсен Люпен), а был детективом нового типа, например, как герой Гастона Леру — журналист Рультабиль. В числе других литературных и реальных прообразов литературоведами назывались: французский модельер Поль Пуаре, сотрудник парижской службы безопасности Эркюль Попо, персонаж Роберта Барра (Robert Barr) Эжен Вальмон, герой Гилберта Кита Честертона Фламбо и другие, а также инспектор парижской Сюрте месье Ано А. Э. В. Мейсона. В литературе отмечается, что сама фамилия довольно известна в франкоязычных странах, где встречалась в письменных источниках и искусстве задолго до создания романа. В частности, персонаж по фамилии Пуаро появляется в оперетте Жака Оффенбаха «Хорошенькая парфюмерша» (La jolie parfumeuse; 1873). По словам автора, при выборе имени она руководствовалась тем, что оно должно быть звучным, и в этой связи ориентировалась на персонажей Конан Дойля, в частности, брата Шерлока — Майкрофта Холмса. Писательница решила, что её герою вполне подходит имя Геркулес (фр. Hercule) — латинская форма имени персонажа греческой мифологии Геракла. А фамилию ему выбрала Пуаро (фр. Poirot), причём, как позже вспоминала, не припоминает, чем именно был обусловлен такой выбор. Некоторые связывают это с кулинарными наклонностями писательницы, в частности, с французским названием лука-порея; этой версии придерживалась Лора Томпсон. Кроме того, на французском фамилия созвучна груше и одному из её сортов.По мнению Морган, образ Пуаро, несомненно, в какой-то мере создан под литературным влиянием других персонажей, творчески переработанных подсознанием писательницы; по её замечанию, он самый настоящий плод её фантазии, а не подражание.
Согласно «Автобиографии», наблюдая за бельгийскими беженцами в её родном Торки, писательница подумала, что её главный герой вполне может стать выходцем из Бельгии, например, быть отставным офицером полиции. Тогда она решила для себя, что на эту роль больше подойдёт мужчина уже в возрасте. Позже она сильно раскаивалась в этом шаге, так как её сыщик Эркюль Пуаро появился в десятках других её книг, изданных между 1920 и 1975 годами, и в поздних её работах ему было уже за сто лет, а, по некоторым оценкам, в последнем романе его возраст составляет около 130 и даже 138 лет. Со временем Кристи стала «уставать» от своего знаменитого персонажа, как это имело место с Холмсом Конан Дойла. Так, в начале 1930-х годов в статье «Авторы английского детектива» (Detective Writers in England; 1933), обращаясь к своим молодым коллегам, она советовала: «Будьте очень тщательны, создавая главного героя, — возможно, вам придётся провести с ним долгое время!» Видимо, в связи с тем, что Кристи стал надоедать образ самовлюблённого бельгийца, она создала мисс Марпл — старую деву, детектива-любителя, проживающую в небольшой английской деревне Сэнт Мэри Мид. Однако в литературе подчёркивается, что и она, скорее всего, «вылеплена» по образу и подобию Пуаро, является его «дамским вариантом», что во многом объясняется особенностями жанровой модели повествования и пристрастиями автора. Романистка позже неоднократно отзывалась иронически в отношении своего «гениального сыщика». Кроме того, в её книгах этим будет заниматься и её альтер эго — писательница детективов мисс Ариадна Оливер, а также другие персонажи.
При дальнейшем обдумывании образа своего детектива она решила, что это будет невысокий мужчина, который по своему характеру будет педантичен и очень аккуратен. Он будет перекладывать всё на свои места, оказывать решительное предпочтение квадратным объектам перед круглыми. А самое главное, он будет иметь высокий интеллект, то есть «маленькие серые клеточки в голове». Во второй главе романа Гастингс приводит описание «примечательной» внешности и детективных качеств Эркюля Пуаро. Согласно ему, рост детектива составлял не более 155 см, но при этом вёл он себя с большим достоинством и очень следил за своей внешностью:
Свою яйцеобразную голову он обычно держал немного набок, а пышные усы придавали ему довольно воинственный вид. Костюм Пуаро был безупречен; думаю, что крохотное пятнышко причинило бы ему больше страданий, чем пулевое ранение. И в то же время этот изысканный щёголь (который, как я с сожалением отметил, теперь сильно прихрамывал) считался в сво` время одним из лучших детективов в бельгийской полиции. Благодаря своему невероятному flair он блестяще распутывал многие загадочные преступления.

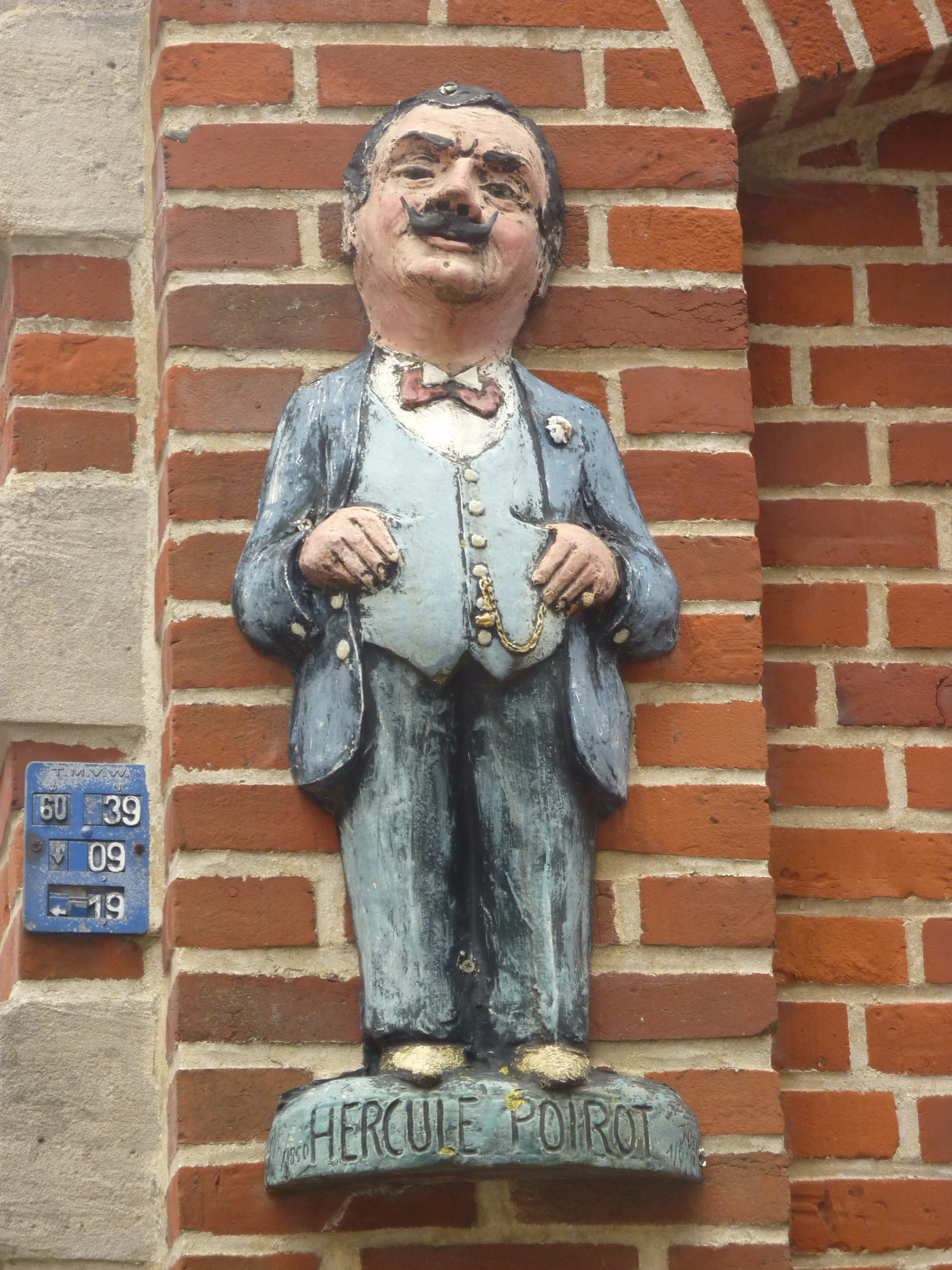
Памятник Эркюлю Пуаро в бельгийской деревне Эльзель, где заявляют о том, что она является родиной этого сыщика

Несмотря на подробное освещение Кристи обстоятельств создания своего самого знаменитого сыщика, имели место попытки обосновать наличие действительно существовавшего прообраза. Так, в бельгийской коммуне Эльзель, расположенной в провинции Эно, некоторые утверждают, что именно там находится «родина» Пуаро. В качестве подтверждения такой точки зрения власти представили запись в актах гражданского состояния о его рождении 1 апреля 1850 года. Для увековечивания своего «земляка» горожанами был установлен барельеф и выпущена марка крепкого пива, названная его именем. В 2013 году коммуну посетил британский актёр Дэвид Суше — самый известный исполнитель роли Пуаро. В 2014 году было выдвинуто предположение, что образ персонажа, в той или иной мере, был основан на реальном прототипе — бельгийском жандарме Жаке Амуаре (Jacques Hamoir; 1858—1944), вынужденном в 1914 году со своим сыном Люсьеном бежать в Англию в связи с войной и немецкой оккупацией. По предположению британских и бельгийских исследователей, Кристи познакомилась с ним на благотворительном мероприятии, проходившем в Торки 6 января 1915 года, где она играла на фортепиано для беженцев. Сын Жака умер в 1918 году, а он сам после окончания войны вернулся к семье в родной Эрсталь, провинция Льеж и умер во время Второй мировой войны.

### Создание и окончание романа

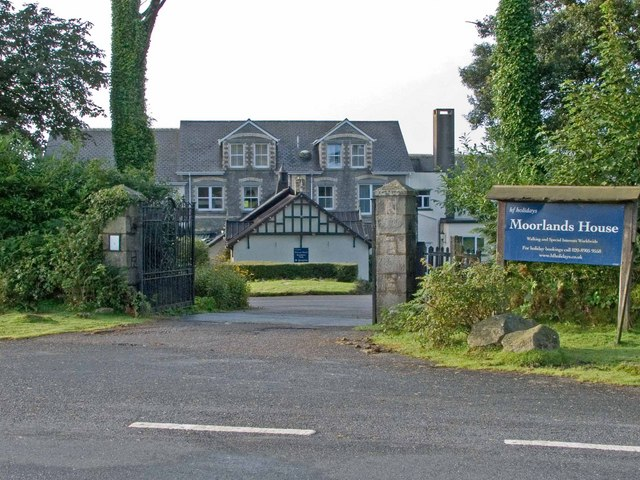
«Мурланд» — отель, где Агата Кристи закончила свой первый детективный роман

После того, как Агата в основном определилась с сюжетом и персонажами, она начала записывать и перепечатывать роман. При этом она использовала пишущую машинку своей сестры Мэдж, для чего стала лучше учиться на ней печатать. Этот процесс её утомлял, и она часто находилась в плохом настроении. Её мать Кларисса Миллер заметила эти трудности и, узнав, что Агата написала около половины книги, посоветовала заняться её окончанием во время отпуска, где ничто не будет её отвлекать. Они с матерью решили, что с этой целью можно поселиться в отеле «Мурланд» (Moorland Hotel) в Дартмуре, регионе, известном своими природными красотами. В частности она проживала недалеко от такой достопримечательности как Хэйтор, где  по её словам возле этого геологического образования постоянно толпились туристы.
В то время, в связи с войной, обстановка в отеле как нельзя более соответствовала её намерениям, так как там практически не было других постояльцев, и она даже не припоминает, разговаривала с кем-либо из них или нет. Так как её ничто не отвлекало, Кристи усиленно работала над книгой и писала вплоть до «онемения» руки. Перекусив во время ленча и потратив немного времени на чтение, она шла на двухчасовую прогулку по пустошам и холмам, заросших вереском, где ничто её не отвлекало. Писательница старалась держаться подальше от других людей, дорог и домов. Она описывала процесс создания романа следующим образом: «Гуляя, я бормотала себе под нос следующую главу, которую предстояло написать; говорила то за Джона — с Мэри, то за Мэри — с Джоном, то за Эвелин — с её слугой и так далее. Я приходила в страшное возбуждение». Проговаривание книг является одним из наиболее характерных литературных технических приёмов Кристи; она следовала ему на протяжении своей творческой деятельности. Вспоминая историю создания своего первого детективного романа, она позже говорила лорду Сноудону, что при обдумывании замысла книги самое лучшее для автора — это отправиться на длительную прогулку. По поводу такой особенности литературного творчества Агаты её сестра Мэдж говорила, что та выглядит как настоящая идиотка, когда идёт по улице и разговаривает сама с собой. На это писательница отвечала, что люди очень часто забывают, о чём думают, если их мысли не были озвучены вслух. После прогулки Агата возвращалась в отель, обедала и сильно устав, сразу ложилась и спала по двенадцать часов кряду. На следующий день всё повторялось: «вставала, хваталась за перо и снова писала всё утро до полного изнеможения».
В произведении пригодились фармакологические навыки, приобретённые Кристи на её медицинской работе. Так, в книге приведён рецепт приготовления раствора, включая количество ингредиентов, и используется химический факт выпадения осадка при взаимодействии сульфата стрихнина с бромидом калия. Это вполне реальный факт, который позже был подтверждён экспериментально, и, возможно, его проверила опытным путём и сама Кристи. Принятие внутрь получившейся смеси, описанной в книге, вполне могло оказаться смертельным для женщины, подобной по возрасту и телосложению жертве — Эмили Инглторп. Со временем частое использование отравляющих веществ в своих книгах стало одним из характерных приёмов писательницы. Джон Карран отмечая, что Кристи овладела способами умерщвления ядами на высоком уровне, писал: «Она использовала яд чаще других методов убийства и больше, чем кто-либо из современных ей авторов, охотно прибегавших к огнестрельному оружию». Об этом спустя десятилетия говорила и сама романистка: «Мертвецы в луже крови мне не нравятся. Огнестрельного оружия я стараюсь избегать, так как ничего не понимаю в нём. Вот отравлять — гораздо легче; в ядах я разбираюсь».
В отпуске Агата находилась на протяжении двух недель и за это время практически закончила роман, но до его окончательного завершения ей пришлось приложить ещё немало усилий, и прежде всего переработке подверглась средняя часть. Как Кристи писала в своей «Автобиографии», закончив работу, по большому счёту она осталась довольна воплощением своего замысла на бумаге. Книга получилась такой, как она задумывала, но не настолько хорошей, как ей бы хотелось. Однако, по её признанию, тогда она не знала, каким путём добиться лучшего результата и решила оставить этот вариант как есть.

## Публикация

### Поиск издательства

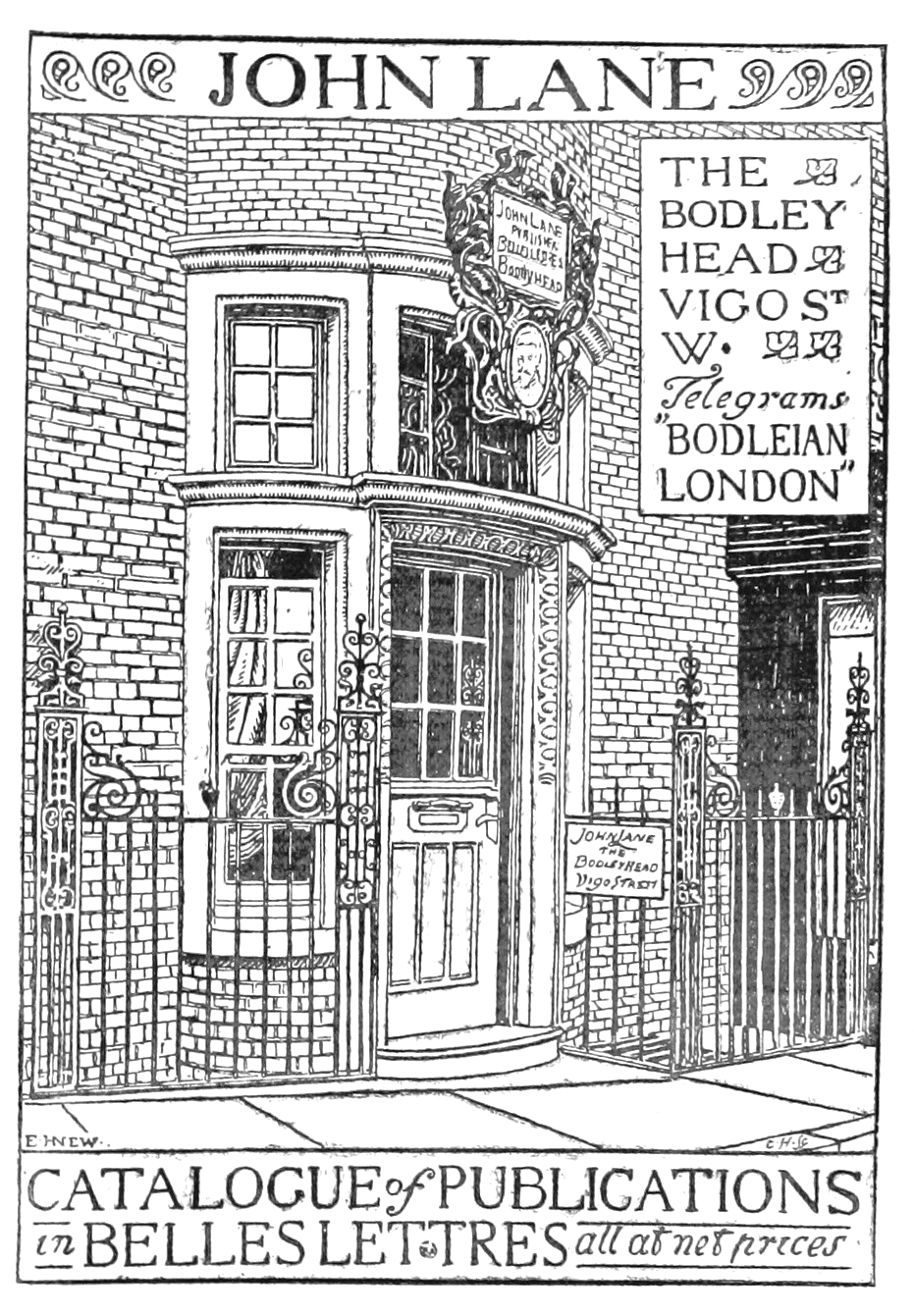
Иллюстрация из каталога издательства The Bodley Head, 1896

По образному выражению Джона Каррана, после завершения работы над книгой «борьба только началась». Так, после этого Кристи отдала её перепечатать профессиональной машинистке, после чего направила в издательство «Ходдер и Стафтон», откуда её вернули без ответа. Несмотря на то, что она не ожидала успеха, она всё-таки сразу отослала роман в другую компанию. Кроме того, ей помог ощутить уверенность в своих литературных способностях её муж Арчибальд, оценивший роман и пообещавший помочь с его публикацией при содействии своего фронтового друга, который до войны работал директором издательства «Мисен». Он заверил жену, что если роман отвергнут и в том издательстве, куда она направила книгу, то он походатайствует насчёт неё перед своим боевым товарищем. Однако ситуация повторилась: Кристи получила отказ из «Мисен», где роман пролежал около полугода. В этом случае ответ о непринятии к публикации был составлен более дипломатично, чем она получала до того, но сама Кристи решила, что там посчитали «Таинственное происшествие в Стайлзе» — «ужасным». Но и после этого она не отчаялась, и вновь направила свой детектив в очередное издательство, где ей опять отказали. На этот раз она стала терять надежду, но всё же отослала книгу в ещё одно издательство. Им оказалось лондонское «Бодли Хед» (The Bodley Head), основанное в 1887 году и специализировавшееся на выпуске социально-политической и художественной литературы. После этого, уже не ожидая положительного результата, она на некоторое время забыла о судьбе своей книги.
Это событие навсегда осталось в памяти Агаты. Она описывает Джона Лейна, «маленького человечка с белой бородой», который сидел в комнате, увешанной картинами елизаветинских времён, и сам с кружевами вокруг шеи был похож на старинный портрет. Агата осталась довольна этой встречей с опытным профессиональным издателем. Джону Лейну понравилась её книга, хотя он и предложил некоторые незначительные поправки.
Закончилась война, муж вернулся домой, они переехали на новое жильё, Агата ждала ребёнка и на некоторое время отложила свою литературную деятельность. Неожиданно для неё, почти через два года после передачи книги в издательство «Бодли Хед», оттуда пришло письмо, в котором содержалась просьба зайти к ним и обсудить её рукопись. Воодушевившись, она пришла на приём к руководителю компании Джону Лейну (John Lane). Он сказал Кристи, что из её книги может получиться неплохой детективный роман, но следует его переработать. Издатель сделал несколько замечаний, а к самым серьёзным недостаткам отнёс неправдоподобный финал, действие которого происходит во время судебного заседания, в котором Пуаро выступает в качестве свидетеля и раскрывает убийц. Кристи согласилась переделать книгу, после чего Лейн перешёл к обсуждению деловой стороны их отношений. Он предложил ей подписать контракт на явно невыгодных для неё условиях, но начинающая писательница была настолько обрадована, что была готова тогда подписать всё что угодно. Это произошло 1 января 1920 года. Согласно договору автор получал небольшое вознаграждение — десять процентов — только после продажи первых двух тысяч экземпляров, а права на газетную или журнальную публикацию, или же на театральную адаптацию романа, на пятьдесят процентов принадлежали издателю. Она с радостью согласилась на эти требования: «Всё это не имело для меня никакого значения, единственное, что было важно: моя книга будет издана!» Кроме того, в контракте ещё и содержалось условие о том, что пять следующих своих книг писательница должна передать для публикации издательству, при этом вознаграждение за них увеличивалось совсем минимально. Кристи и на это не обратила особого внимание, так как она была просто счастлива и воодушевлена перспективой выхода в свет своей первой книги. Она с радостью подписала договор и забрала рукопись для доработки.
Процесс переработки не занял много времени, после чего Кристи передала книгу для публикации. В издательстве попросили внести ещё несколько незначительных изменений, с чем она согласилась. После этого она на время забыла о литературной карьере, так как тогда ещё не воспринимала себя в качестве профессионального писателя, посвятив себя семье. В своей «Автобиографии» она рассказывает о своём отношении к литературе после издания её первого романа следующее:
Я отважилась написать детектив; написала; его приняли и собирались издать. Этим, насколько я понимала, дело и ограничивалось. В тот момент я, разумеется, и не помышляла продолжать писать книги. Думаю, спроси меня кто-нибудь об этом тогда, я бы ответила, что, быть может, время от времени буду писать рассказ-другой. Я была совершеннейшим любителем — ни о каком профессионализме говорить не приходилось. Для меня писательство служило развлечением.
Теоретик детективной литературы Анджапаридзе в своей статье «Тайны Агаты Кристи» подчёркивает скромность писательницы, отнёсшейся к своим занятиям литературой, как к «вышиванию», как к ремеслу. В этом он усматривает её традиционное английское воспитание, неизменный профессионализм и не совсем оправданное преуменьшение своих литературных заслуг: «Долгая история человечества свидетельствует о том, что королевы бывают разные. Эта была застенчивая…»

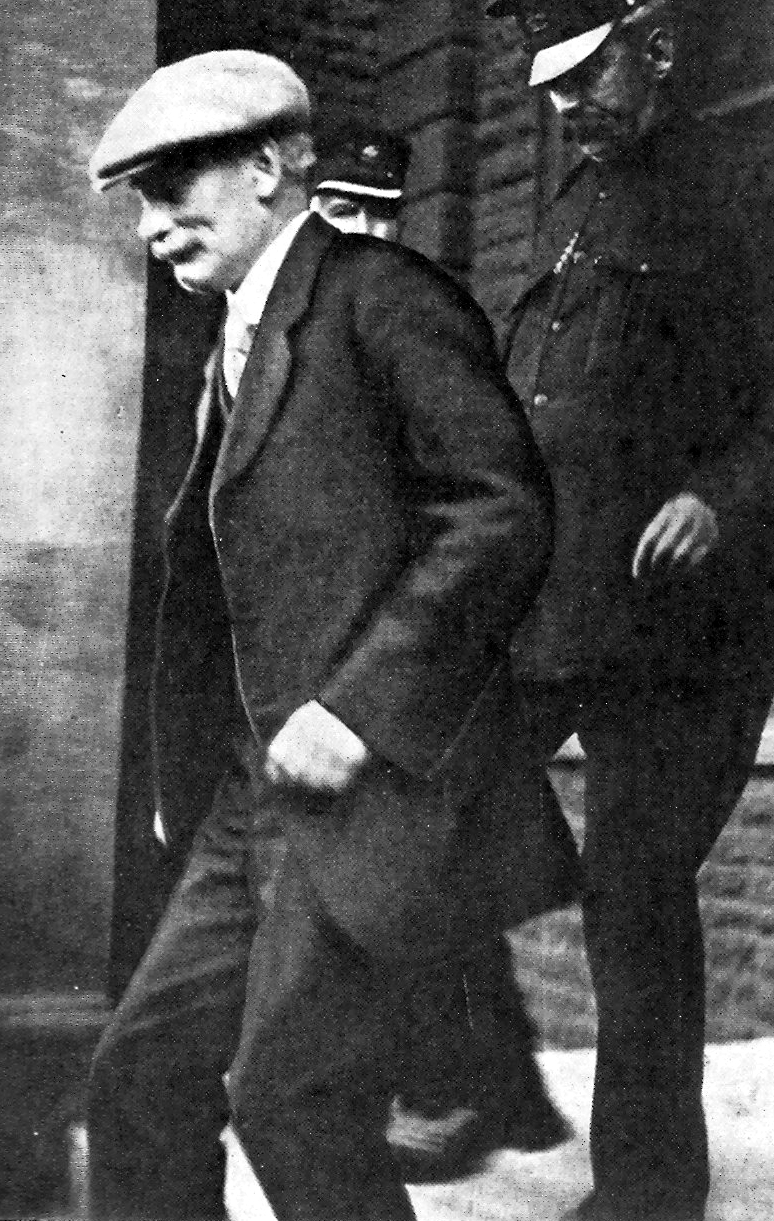
Гарольд Гринвуд в период проведения над ним суда, 1920

Постепенно Кристи стала понимать, что она приняла на себя невыгодные обязательства: её уверенность в себе росла, и она стала настойчиво отстаивать свои интересы. В октябре 1920 года она интересовалась у мистера Уиллета, из издательства Лейна, когда увидит свет её книга. Перед публикацией романа происходил шумный судебный процесс, имеющий отдалённое сходство с фабулой книги, что способствовало дополнительному привлечению к ней внимания. 17 июня 1919 года скоропостижно скончалась Марбель Гринвуд, жена солиситора Гарольда Гринвуда (Harold Greenwood). Через несколько месяцев он женился на Глэдис Джонс, что вызвало слухи о насильственном характере смерти Марбель. Была произведена эксгумация трупа, по результатам которой было установлено, что она умерла в результате отравления мышьяком. Суд над Гаральдом должен был состояться в ноябре 1920 года, с чем Кристи связывала надежды на интерес у публики к изданию её романа. В ходе суда было установлено, что Гринвуд не причастен к смерти своей первой жены, и он был оправдан.
В благодарность за участие в судьбе романа он был посвящён Клариссе Миллер — «Моей матери» (To my Mother), а не сестре, «соперничество» с которой вызвало его появление к жизни. Исследователи объясняют такой выбор тем, что мать верила в литературный талант Агаты и поддерживала её на этом поприще. Кроме того, она сыграла значительную роль именно при создании первого детектива младшей дочери. Однако в дальнейших публикациях посвящение может и отсутствовать, что имеет место и в отношении других книг «королевы детектива», причём такая практика может иметь место в одном и том же издательстве. Рукопись была подписана «А. М. Кристи» (A. M. Christie). Первоначально она хотела издать роман под псевдонимом «Мартин Уэст», который наряду с несколькими другими («Мак Миллер, эсквайр», «Натаниэл Миллер») ранее использовала в бытность работы над рассказами, но Лейн отговорил её от такого шага. Первые рецензии, составленные ещё до первых публикаций, высказывая некоторые замечания, были в целом очень благожелательны. В одной из них указывалось, что, невзирая на недостатки, издатель сможет получить коммерческий успех, так как в нём присутствует оригинальность. В другой — более одобрительной — подчёркивалось, что история «хорошо продумана» и написана. Один из отзывов был посвящён перспективам начинающей писательницы, в том случае, «если она продолжит писать детективные истории, к которым у неё явно есть талант». Многие отмечали удачный образ Пуаро, его характеризовали как «вариант яркой личности романтического сыщика», а также «забавного маленького человечка в лице бывшего знаменитого бельгийского детектива». Некоторые были введены в заблуждение мужской фамилией и увидели в романе женский стиль. В одной из рецензий, датированной 7 октября 1919 года, высказывалось предположение, что: «описание процесса Джона Кавендиша заставляет меня подозревать руку женщины». Общей чертой отзывов было то, что финальная развязка, происходящая в суде, и роль в ней Пуаро не реалистичны, а требуют переработки и сокращения.
Детектив увидел свет в британском журнале The Times Weekly Edition, где он выходил частями с 27 февраля по 25 июня 1920 года. В виде книги был опубликован издательством Джона Лейна в США в октябре 1920 года, а 21 января 1921 года «Бодли Хед» в Великобритании. Даже после этого продолжалась оживлённая переписка между автором и издательством Лейна, касающаяся вопросов правильности выплат, оформления обложки, рекламной кампании. Позже Кристи будет контролировать до мелочей всевозможные аспекты своих взаимоотношений с другими издателями.
Первый детективный роман Кристи разошёлся тиражом около 2000 экземпляров, а получила она за него только 25 фунтов стерлингов, да и те не от её первого издательства, а благодаря публикации в периодическом издании The Weekly Times. Доротея Холмс выдвинула предположение, что такая небольшая сумма была обусловлена условиями контракта, согласно которому Кристи должна была получить гонорар только после реализации 2000 экземпляров, но этого не случилось, так как не хватило продать совсем немного из нужного количества. Роман вошёл в список первых книг Penguin Books — ставшего одним из крупнейших британских издательств, основанного в 1935 году в Лондоне сэром Алленом Лейном и его братьями Ричардом и Джоном, племянниками Джона Лейна. Они сумели демократизировать книжный рынок, ориентируясь на массового читателя. Издательство начало свою деятельность с опубликования в июне 1935 года десяти книг, в число которых вошёл и роман Кристи. Впоследствии (начиная со второй половины 1920-х годов) роман был переведён на десятки языков мира (около тридцати) в около ста странах мира и продолжает активно издаваться и переводиться и в XXI веке.

### На русском языке
На русский язык название «Mysterious Affair at Styles», как и в других языках, переводят различным образом: «Таинственное происшествие в Стайлз», «Загадочное происшествие в Стайлз», «Таинственное дело в Стайлзе», «Загадочное происшествие в Стайлзе», «Загадочное происшествие в Стайлз Корте». Произведение впервые было переведено на русский язык Александром Смолянским и опубликовано в советских журналах «Природа и человек» (№ 4—7 за 1987 год, в сокращённом виде) и «Простор» (№ 4—6 за 1987 год) под заголовком «Таинственное происшествие в Стайлз». В 1990 году перевод Смолянского вошёл в состав сразу нескольких советских сборников произведений Кристи — первых книг с этим произведением на русском языке. Для первого тома собрания сочинений Агаты Кристи (первоначально заявленного как двадцатитомное, а позже расширенного), изданного в российском издательстве «Артикул» («Артикул-принт»), этот перевод был пересмотрен и отредактирован. Кроме Смолянского детектив также представили на русском языке переводчики А. Васильчиков, А. Креснин (оба 1992 год), С. Шпак (1994), А. Ващенко (2002), М. Юркан (2005).

## Последующие события

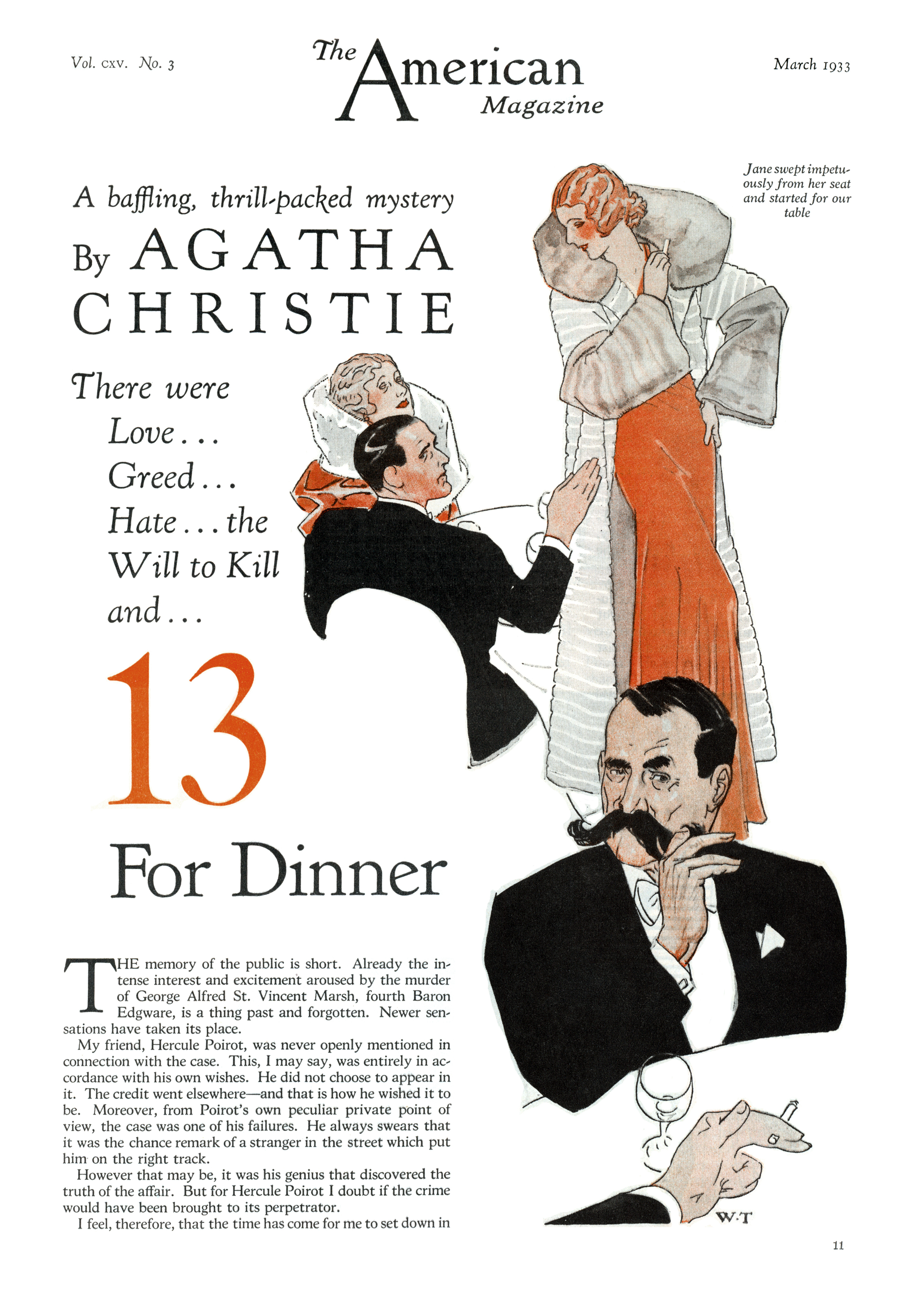
Эркюль Пуаро в американском журнальном издании романа «Тринадцать сотрапезников» (13 For Dinner), 1933

Некоторое время Кристи всё ещё полагала, что не собирается серьёзно продолжать литературную деятельность, кроме того, к этому не располагали первый полученный гонорар и разногласия с Джоном Лейном. Во многом на создание второго романа её сподвигло желание помочь матери, которой было тяжело содержать их семейную виллу «Эшфилд» в Торки. Муж Агаты посоветовал ей написать ещё один роман, так как на этом можно было заработать, а также продать «Эшфилд». Она всегда полагалась на мужа в финансовых вопросах и согласилась. Так в 1922 году в том же издательстве The Bodley Head появился роман «Таинственный противник», за который Кристи получила на этот раз уже 50 фунтов, но снова от «Уикли таймс». В следующем году был закончен роман «Убийство на поле для гольфа», впервые опубликованный в США издательством Dodd, Mead and Company, а в Великобритании её первым издателем. В этой книге она вернулась к своей детективной паре — Эркюль Пуаро и капитан Гастингс, которые будут фигурировать в десятках её последующих романов и рассказов. В «Автобиографии» она писала, что благодаря некоторой известности её сыщика из первого романа она решила продолжать писать о нём: «Я и не заметила, как оказалась накрепко привязанной не только к детективному жанру, но и к двум людям: Эркюлю Пуаро и его Ватсону — капитану Гастингсу». Гастингс участвует, а ещё чаще упоминается, во многих произведениях Кристи, где главное действующее лицо бельгиец, включая последнее их дело — «Занавес. Последнее дело Пуаро» (Curtain: Poirot’s Final Case; 1975), где неоднократно вспоминается их первое совместное расследование.
В июне 1925 года был опубликован роман «Тайна замка Чимниз», ставший пятой книгой Кристи, написанной по контракту с «Бодли Хед», после чего она избавилась от обязательств перед опостылевшим ей издательством, с руководством которого конфликтовала на протяжении нескольких лет, и заключила соглашение с William Collins and Sons. С этой компанией она затем будет сотрудничать на протяжении всей своей жизни, хотя и с её представителями Агата спорила по самым различным вопросам, отстаивая своё видение произведений и персонажей. По заключению Каррана, если бы Джон Лейн не воспользовался неопытностью начинающего писателя и прояви он больше такта, Кристи могла стать постоянным автором компании.
С названием первого детективного романа связаны драматические события в жизни супругов Кристи, получившие известность как исчезновение Агаты Кристи (The disappearance of Agatha Christie). В начале 1926 года они приобрели в Саннингдейле особняк, который назвали в честь первого романа, ставшего, по её словам, «вехой» в её творчестве — «Стайлз». Кроме того, в этом доме была размещена картина, преподнесённая издателями и воспроизводившая обложку этой книги. В этот период между Арчи и офисной машинисткой Нэнси Нил завязался роман, а в августе 1926 года он сообщил жене, что влюблён в другую. Супруги пытались несколько месяцев наладить отношения, но это им не удалось. 3 декабря 1926 года во время особо крупной ссоры, произошедшей в их доме, Арчи заявил, что не видит возможности сохранить брак и будет добиваться развода, после чего отправился на работу в лондонский Сити. Вечером того же дня Агата исчезла из «Стайлза» в неизвестном направлении, что стало новостью общенационального масштаба. Розыском Кристи занимались несколько сотен сотрудников полиции, а также, по максимальным оценкам прессы, до пятнадцати тысяч гражданских добровольцев. 14 декабря писательница всё-таки была обнаружена. Как оказалось, Кристи зарегистрировалась и скрывалась под фамилией любовницы мужа, назвавшись Терезой Нил, в фешенебельной гостинице в Харрогейте, графство Норт-Йоркшир. В 1928 году брак супругов Кристи был расторгнут, но Агата решила оставить фамилию мужа, под которой стала известна как писательница. Необходимость содержать семью укрепила её в намерении стать профессиональным литератором.
Несмотря на то, что по жанру её первый роман относится к детективной литературе, благодаря работам в которой она прежде всего известна, в своём творчестве уже на раннем этапе она отдала дань и другим жанрам. В дальнейшем благодаря упорному труду и изобретательности она стала ведущим мастером детективного жанра, создав за почти шестьдесят лет работы 68 романов, более сотни рассказов, 17 пьес. Её самый знаменитый персонаж — Эркюль Пуаро — появляется в 33 романах, 51 рассказе и одной пьесе. Со временем произведения Агаты Кристи стали одними из самых публикуемых за всю историю человечества (уступая только «Библии» и трудам Уильяма Шекспира), а также — самыми переводимыми (7236 переводов по состоянию на 2017 год).

## Критика
После выхода в свет первая изданная книга Агаты Кристи получила несколько доброжелательных отзывов в прессе, где её называли «одним из самых ярких дебютов». Престижное издание The Weekly Times приобрело права на газетную публикацию, что в тот период расценивалось как честь для криминального романа. Книжное обозрение газеты The Times опубликовало 3 февраля 1921 года восторженную рецензию на роман, в которой вкратце утверждается, что единственным недостатком романа можно счесть его несколько сверх меры замысловатое содержание. Далее в рецензии описывался сюжет, а в заключение сказано: «Говорят, что это первый роман автора, написанный ею на спор, что она сможет придумать детективную историю, в которой читатель до конца не сможет угадать преступника. Каждый читатель должен признать, что пари выиграно». Книжное обозрение New York Times 26 декабря 1920 года также приветствовало выход романа. Несмотря на то, что он был у Кристи первым, он уже свидетельствовал о наличии у автора «сноровки мастера»: «Необходимо дочитать до предпоследней главы, чтобы обнаружить в длинной цепочке улик то недостающее звено, которое и позволило месье Пуаро распутать хитрую интригу и найти виновного. Можете заключить с самим собой пари: пока Пуаро не скажет в этом деле своё последнее слово, вы будете ломать голову над разгадкой и ни за что не отложите в сторону эту захватывающую книгу». В газете The British Weekly сообщали, что книга является подарком для любителей хороших детективов. Также упоминалось про то, что она написана в результате спора, что сопровождалось следующим комментарием: «Если так — тогда это просто подвиг, потому что фабула продумана столь искусно, что среди недавно опубликованных книг я не могу вспомнить ни одной, способной встать вровень с этой. Она прекрасно написана, прекрасно выстроена и полна сюрпризов».

Прозрачный раствор сульфата стрихнина в воде (слева) и тот же раствор после добавления бромида калия (справа)

В отзыве на роман в The Sunday Times от 20 февраля 1921 года цитировалась рекламная аннотация издателя о том, что Кристи написала книгу в результате заключения пари. Рецензент отмечал, что разгадка не является такой уж сложной, но для первого опыта в детективной литературе это вполне добротная работа. История хорошо продумана, решение является результатом логической дедукции. Сюжет динамично развивается и имеются несколько хорошо описанных персонажей. Из нескольких положительных рецензий самой начинающей писательнице больше всего понравилось одобрение высказанное в специализированном «Фармацевтическом журнале», который выпускается с 1841 года Королевским фармацевтическом обществом. Там писали, что она «своё дело знает», так как в книге «правильно описывается действие ядов, а не придумываются некие несуществующие в природе вещества, которые так часто появляются на страницах других книг». На добросовестность писательницы в отношении технических деталей позже указывала и Джанет Морган, заметившая в частности, что: «… по её криминальным романам можно изучать действие ядов, топографию и тонкости юриспруденции». Лора Томпсон также останавливалась на фармакологических познаниях Кристи. По её мнению, детектив основывается на методе убийства, почерпнутым, по всей видимости, из её медицинской практики, так как «роман полностью зиждется на знании ядов», в частности его развязка: читатель может понять кто убийца, но осознано, доказательно его подозревать без понимания химических свойств стрихнина и бромида не представляется возможным. В связи с этим, Томпсон характеризует книгу, как первое и единственное «мошенничество» Кристи. «Но во всех остальных отношениях он был так типичен, так интуитивно отмечен её своеобразным талантом, так почти совершенен, что „мошенничество“ прошло незамеченным», — поясняла свою мысль биограф писательницы.

Агата Кристи — классик детективной литературы

Со временем роману стали придавать всё большее значение, так как он содержит ряд черт, ставших определяющими на протяжении активной литературной деятельности Кристи. Сазерленд Скотт (Sutherland Scott) в своей исторической работе «Кровь в чернилах» (Blood in their ink: the march of the modern mystery novel; 1953), посвящённой генезису детективной литературы писал, что роман является «одной из прекраснейших первых книг, когда-либо написанных». С подобной трактовкой, цитируя это высказывание, был согласен Джон Карран. Джулиан Симмонс, известный писатель и теоретик детективного жанра, имевший честь быть лично знакомым с «Дамой Агатой» и ставший почётным председателем Детективного клуба после смерти своей знаменитой предшественницы, с большой похвалой отзывался о её творчестве. В своём эссе «Владычица осложнений» (The mistress of complication; 1977) он прежде всего выделял её непревзойдённое мастерство в области создания, или, как он выразился — «конструирования» сюжетов. По его мнению, к числу её наиболее выдающихся оригинальных историй относятся романы «Убийство Роджера Экройда», «Убийства по алфавиту» (1936) и «Десять негритят» (1939), однако её талант в этой области ярко проявился уже с первых её опытов в детективной литературе. Несмотря на трудный путь издания книги, являвшейся великолепным началом, она и спустя десятилетия «удивительным образом» является интересной: благодаря запоминающейся личности Пуаро и, прежде всего, интригующему сюжету.
Британский писатель и критик Мартин Эдвардс подчёркивал, что Агата Кристи — подлинный феномен в английской литературе. Для её стиля характерны реалистичность и достоверность увлекательных детективных историй, которые обладают универсальностью восприятия и доступностью для людей различных социальных классов и культур. Кроме того: «Экономность описаний, лапидарность стиля заставляют читателя активизировать собственное воображение, и это также работает на популярность и притягательность её романов». По его оценке, она оказала безусловное влияние на развитие английской школы детектива и жанра в целом, что более всего проявилось в искусном использовании увлекательных и оригинальных сюжетных решений, что позволяло ей надолго удерживать внимание читателя. Эдвардс указывал также на то, насколько цельной и индивидуальной была её манера письма, так как содержались в её первом романе уже все элементы стиля, который она впоследствии совершенствовала на протяжении дальнейшего творческого пути. Исследователь творчества Кристи Роберт Барнард причислял её к своим любимым писателем. Он назвал роман серьёзной работой для автора-дебютанта. Писательница уже на раннем этапе овладела искусством создания детективных историй: «С подсказками и ложными следами она обращалась в высшей степени вольно, но и в высшей степени умело, даже на раннем этапе». По оценке Барнарда, в романе отразились многие темы и мотивы, которые будут присутствовать в её последующих книгах, прежде всего здесь проявился интерес к внутрисемейным делам — именно об этом идёт речь в книге. Российские переводчики и литературоведы Алексей Астапенков и Алексей Титов к «несомненной удаче» отнесли не только оригинальную интригу, но и запоминающийся образ центральной фигуры её дебютного детектива — Эркюля Пуаро.

## Художественные особенности

### Традиционность и индивидуальный подход
В литературе отмечалось, что «Загадочное происшествие в Стайлзе» можно охарактеризовать как «вполне зрелый роман не совсем зрелого мастера», в котором чувствуется зависимость от линии, заложенной произведениями Конан Дойла о приключениях Шерлока Холмса и его верного друга и повествователя доктора Ватсона. Следование этой традиции вообще ощущается в детективных работах Кристи начального периода: «Читателю не может не броситься в глаза, сколь старательно автор спешит изложить ситуацию и подробно охарактеризовать каждое действующее лицо. Язык романа довольно тяжёл и искусственен в сравнении с более поздними вещами». Вместе с тем, в отличие от популярных в то время мастеров криминальной литературы Эдгара Уоллеса и Джозефа Флетчера, уже в начале своей детективной литературной карьеры Кристи бросает вызов принятым у этих авторов схемам и стереотипам. Так, если они стремились как можно дольше скрывать личность преступника, то она применяет оригинальный ход: сразу не только бросает на него тень подозрения, но и предъявляет «неопровержимые» улики его виновности. Карран приводит целый ряд писателей, которые были современниками Кристи, но чьи произведения и их сыщики утратили популярность. Они со временем стали известны только специалистам и большим любителям классического детектива.

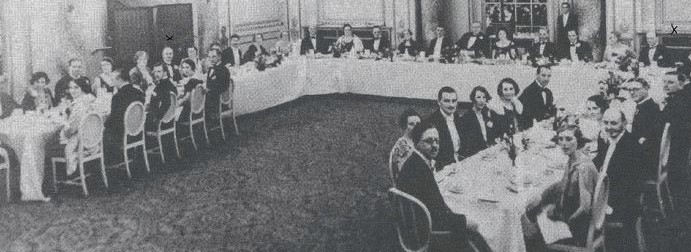
В 1957—1976 годах Агата Кристи была председателем Детективного клуба. На фото: заседание клуба в 1932 году (под председательством Г. К. Честертона).

История раскрытия убийства рассказана Гастингсом от первого лица и включает многие элементы, которые стали символами «Золотого века» детективной литературы, во многом благодаря влиянию именно Кристи. Действие происходит в большом уединённом загородном особняке в сельской местности, подобный топос стал одним из наиболее характерных для её творчества. Барнард писал, что вообще для большинства её книг присуще то, что сюжет развивается в некоей «сказочной стране», «замаскированной» под провинциальную английскую деревню. Имеется множество подозреваемых, большинство из которых скрывают какие-либо факты о себе. Присутствуют карты и планы (схемы дома и места убийства, рисунок фрагмента завещания), неожиданные повороты расследования, хитроумное использование яда. Сюжет включает в себя ряд отвлекающих ходов, побочных линий. По наблюдению Барнарда, Агата со своим дебютным романом нащупала свой стиль, совпадающий с основными тенденциями развития детективной литературы: «Началась эпоха, когда в помощь пытливому читателю детективных историй непременно давался план дома и когда изощрённость была важней, чем саспенс». В романе, как продолжает Барнард, имеются некоторые технические, стилистические неувязки, над преодолением которых Кристи будет ещё работать. Кроме того, по его мнению: «…изощрённость в длинном тексте быстро утомляет, а множество подсказок-намёков сводят в глазах читателя друг друга на нет. Конан Дойл так и не сумел это преодолеть, Кристи — сумеет».
Повествование ведётся в рамках характерных для классического детектива правил «честной игры». Автор предоставляет читателю все улики и сведения, давая шанс раскрыть преступления раньше детектива: «Сыщику в начале расследования известно столько же, сколько читателю, и Пуаро даже подчеркнёт это обстоятельство в разговоре с Гастингсом: „Всё, что знаю я, знаете и вы“». Видимо, к конандойловской традиции относится важность малозначительных деталей, которые никто не принимает всерьёз, кроме Пуаро: «Разбитая кофейная чашка, пятно воска на ковре, беспорядок среди безделушек на каминной доске и зелёные нитки, застрявшие между дверью и косяком, приводят его к решению загадки, которое больше никому не пришло в голову».

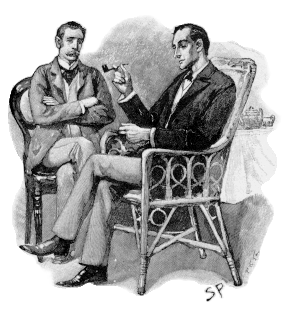
Шерлок Холмс и доктор Ватсон — литературные прообразы пары Эркюля Пуаро и капитана Гастингса

Согласно выводам Мэри Уагонер, исследователя творчества Кристи, обстоятельства создания романа, которые писательница привела в своей «Автобиографии», проливают свет на её метод работы ничуть не меньше, чем собственно книга. Она осознанно подражала на уровне жанровой модели шерлокиане Конан Дойла, но при этом занималась поиском обновления персонажей и применением тех знаний, информации, с которой была знакома. Вообще биографы Кристи придают большое значение фразе, подслушанной ей у кого-то из взрослых, которую она любила повторять в детстве: «Мне не нравится расставаться с информацией». Она применяла её к месту и не к месту; за это над ней добродушно посмеивались близкие. Анджапаридзе указывал, что, несмотря на такие слова в реальной жизни, в литературе, напротив, передача информации ей нравилась.

### Персонажи
Было подмечено, что для творчества Кристи и для классического детектива в целом характерна ограниченность круга персонажей, что позволяет представить его как некое подобие общества в целом, а локализация места действия подталкивает читателя к изучению этой группы людей. Ханна Чейни в монографии «Детективный роман нравов» и Мэри Уагонер в книге «Агата Кристи» настаивают на том, что для второстепенных героев писательницы образцом послужили персонажи английских романов нравов XVIII и XIX веков. Венгерский исследователь детектива Тибор Кестхейи находил корни подобной литературы в волшебной сказке, во многом соответствующей ему на уровне структуры, деталей, героев. В частности, в его понимании лицо ведущее расследование — это «городской фольклорный герой», который не должен быть психологически глубоко обрисован, не эволюционирует на протяжении истории, словно в вечном мире волшебной сказки. Его призвание бороться со злом, спасать других людей: «Засучив рукава, они сражаются с загадками, секретами, головоломными тайнами. Борются с ведьмами и волшебниками, страшными гениальными злодеями». В произведениях Кристи действительно очень сильно морализаторское начало, она неизменно выступала на стороне жертвы, против преступника, что неоднократно подчёркивала. В конце «Автобиографии», резюмируя свой подход в этом отношении и вспоминая обстоятельства создания романа, она писала, что не стремилась анализировать сюжет, характеры, раздумывать над криминологическими, социальными вопросами:
Детектив — рассказ о погоне; в значительной мере это моралите — нравоучительная сказка: порок в нём всегда повержен, добро торжествует. Во времена, относящиеся к войне 1914 года, злодей не считался героем: враг был плохой, герой — хороший, именно так — грубо и просто. Тогда не было принято окунаться в психологические бездны. Я, как и всякий, кто пишет или читает книги, была против преступника, за невинную жертву.
В подражание Шерлоку Холмсу Кристи создала Эркюля Пуаро: «…невероятно умного, тщеславного и несколько чудаковатого детектива, занимающего неофициальное положение при расследовании». От своего литературного предшественника он унаследовал некоторые принципы проведения расследования, в частности, с некоторыми оговорками — дедуктивный метод. Распространено мнение, что при создании образа своего сыщика писательница следовала традиции, заложенной её предшественниками, в частности, Дойлом. Согласно этому канону, лицо, расследующее преступление, наделялось какими-либо эксцентричными, запоминающимися, необычными чертами характера. Новозеландская романистка Найо Марш, один из ведущих представителей классического детективного жанра, в своём эссе «Рождение сыщика» (Birth of a Sleuth; 1977) прокомментировала эту преемственность следующим образом: «Но и несравненный месье Пуаро, придуманный Агатой Кристи, со своими великолепными усами, педантичной страстью к порядку во всём и вся, а также постоянными разговорами о „серых клеточках“, ничуть не уступает в эксцентричности Шерлоку Холмсу». В романе Гастингс описывает своего партнёра следующим образом: «Да, это был забавный коротышка, страшный щёголь, однако человек редкого ума». Как Холмс, герой Кристи убеждён в том, что самые простые заключения являются верными. Он верит, что интуиция (подсознание) может принести правильные результаты. У него имеется свой собственный «метод» расследования, хотя автор иронически замечает, что в наше время у кого его только нет? Пуаро заявляет о том, что этот подход являет собой его своеобразный «пароль», который он лаконично объясняет следующим образом: «метод, порядок и маленькие серые клетки…» Как и Холмс, он полагает, что самые незначительные детали могут пролить свет на обстоятельства совершения преступления, утверждая, что самые незначительные на первый взгляд факты представляют в то же время чрезвычайный интерес. Несмотря на все его интеллектуальные и профессиональный качества, дело в Стайлзе оказалось сложным для него. Мало того, оно называется одним из самых «запутанных» в его продолжительной карьере. Личность убийцы он определяет достаточно быстро, но «сколько сил и времени было потрачено на расследование побочных линий», — отмечали литературоведы.
По оценке Джулиана Симмонса, несмотря на то, что между Пуаро и Холмсом имеются ряд близких черт (прежде всего острый ум и раздражающая манера мистифицировать), он всё же более продуман, в частности, это касается его внешности, как персонажа, не похожего на своего предшественника. Уагонер, останавливаясь на этой проблеме, отмечала, что различия между Холмсом и Пуаро довольно тонкие, не такие явные, как между Ватсоном и Гастингсом. К числу родственных черт двух великих детективов она отнесла то, что они раскрывают обстоятельства преступления, невзирая на то, что другие персонажи не верят в возможность логического объяснения произошедшего. К различиям можно отнести то, что герой романистки, ведя расследование, обдумывает виновность тех лиц, кто имеет мотив и возможность его совершения, а в финале в яркой форме устанавливает виновность того, кто, по замыслу автора и сюжету, менее всего может быть заподозрен. Стивен Найт (Stephen Knight) приводит ещё несколько новых черт в развитии образа классического детектива. По его наблюдению, к этому можно отнести то, что замысловатая оригинальность Пуаро и его негероическое поведение знаменует появление новых идей в эволюции сыщика: «отказ от деятельного, героического, мужественного стереотипа, отказ, заметный даже в имени героя». Найт также подметил, что Пуаро даже на уровне своих методов не соответствует принятой ранее гендерной идентификации главного героя детективной литературы. Так, он применяет в своих рассуждениях принципы «женского» мышления и ментальности, сюжетно представленные в тот исторический период, когда интересы и деятельность женского пола были ограничены домашней работой. Найт приводит несколько примеров из этой негероической, бытовой области, но осознанно используемой бельгийцем: разбитая кофейная чашка, разведённый летом огонь в камине, недавно посаженные цветы на клумбе, инстинктивное наведение им порядка на каминной полке. Уагонер подчёркивала, что различия между главными героями Холмса и Кристи, прежде всего, заключаются в том, что уже в первом романе она реформирует унаследованный от своего старшего современника образец, чтобы он наиболее естественным образом соответствовал той сюжетной схеме, которую она будет разрабатывать впоследствии. Исследователи заметили, что образ такого популярного литературного персонажа получился настолько самодостаточным и законченным, что в последующих произведениях его создательница мало что добавила: «Уже здесь имеются и аккуратность, и зачастую наигранные холерические всплески, и страсть к карточным домикам, и самонадеянность, и свойство принимать убийства близко к сердцу, и даже привычка самому расставлять стулья для публики!» Кестхейи соотносил сыщика с героями волшебной сказки, мистерии, где не требуется глубокая разработка, психологическая мотивировка, достоверность. Эскизный образ Эркюля, представленный при первом появлении в 1916 году, словно застыл на десятилетия, он узнаваем и понятен. Так, по оценке венгерского исследователя, семейное положение Пуаро незыблемо, так как «время для него останавливается, как для спящей красавицы, просыпающейся через сто лет свежей, бодрой и юной».
По примеру доктора Ватсона в пару Пуаро дебютанткой был выбран партнёр-рассказчик, который по законам жанра должен быть несколько менее умён, чем читатель и «великий детектив». Таким персонажем стал Артур Гастингс — партнёр, помощник и лучший друг Пуаро. Литературоведы неоднократно указывали, что Гастингс создан под влиянием доктора Ватсона, он выступает его своеобразным «двойником». Так же, как герой Дойла, он военный, получил боевое ранение. С этой книги военные, часто находящиеся в отставке, станут постоянными персонажами книг Кристи. Это связывают с тем, что она хорошо знала этот тип людей, общаясь с ними в своей жизни (например, брат, первый муж). Однако, в отличие от Ватсона, Гастингс не довольствуется простой ролью рассказчика приключений своего друга, а старается играть более активную роль, он заявляет, что ему самому интересно раскрывать преступления. Так, по его словам, он обладает талантом к дедукции, развил собственную систему, но в конце концов решает привлечь к расследованию Пуаро. По мнению литературоведа Майи Тугушевой, Гастингс не только менее скромен, чем его литературный прообраз, но ещё и менее обаятелен: «…просто удивительно, как терпелив бывает Пуаро с этим глуповатым и назойливым упрямцем». 

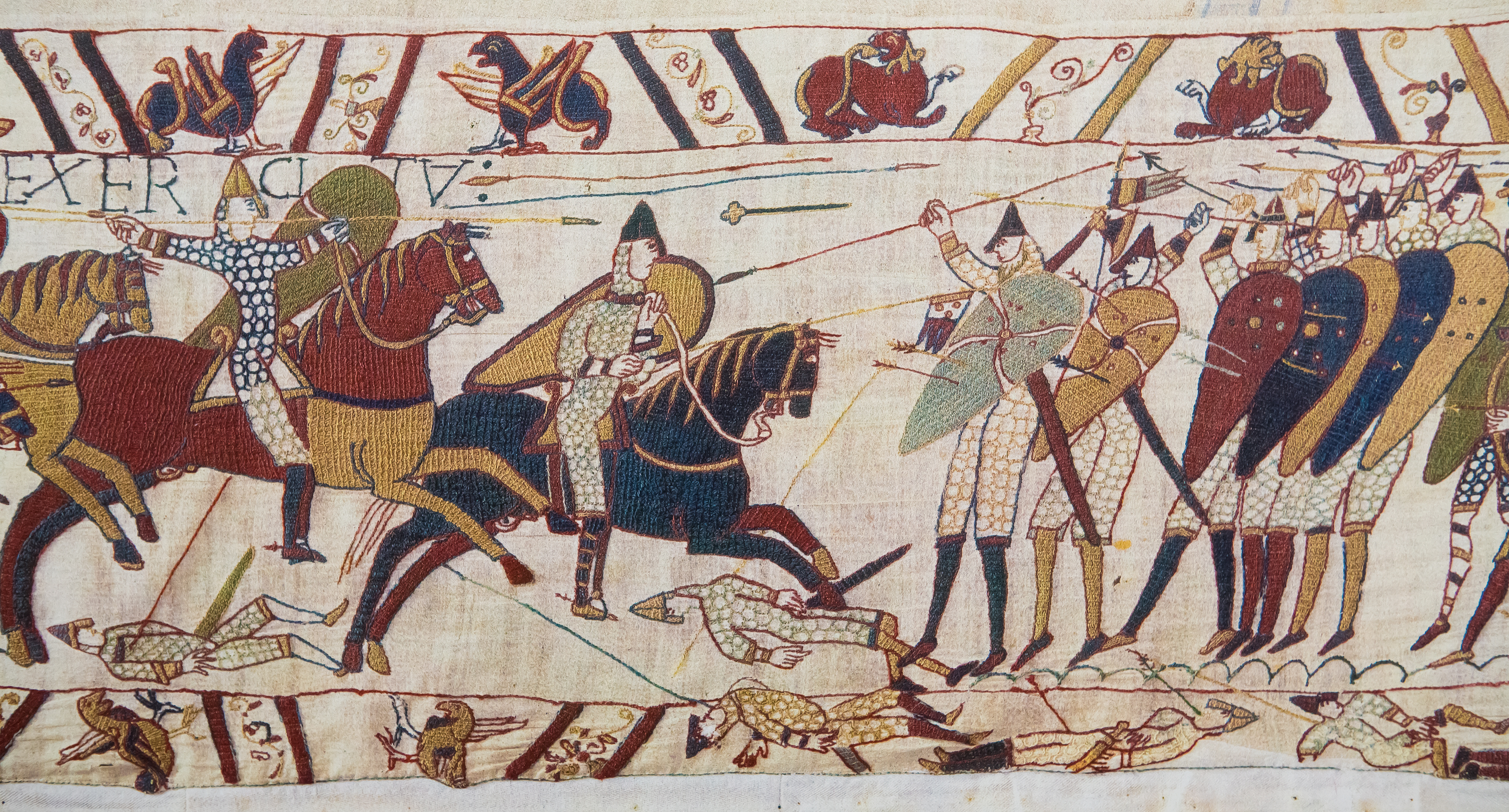
Битва при Гастингсе могла повлиять на выбор фамилии рассказчика. Фрагмент «Ковра из Байё». Нормандцы атакуют пеших англосаксов, XI век

Артур явно уступает в интеллектуальном плане своему другу. Как отмечается в литературе, заметно это и в его фамилии — Гастингс. Она, видимо, отсылает к названию неудачной для англосаксов решающей битвы во время нормандского завоевания Англии в 1066 году войсками Вильгельма Завоевателя. Историк Арсений Богатырёв предположил, что в выборе имени лежит театральный образ барона Уильяма Гастингса из хроники Шекспира «Ричард III». Пуаро тщеславен и любит держать своего напарника в неведении относительно хода своих мыслей, чтобы в конце концов удивить и обескуражить напарника. Это также отражает дух произведений Конан Дойла. Тугушева представила это следующим образом: «…он напоминает о типологическом сходстве преступлений, выстраивает парад улик и доказательств перед недотёпой Гастингсом, и нам начинает казаться, что при этом незримо присутствует Шерлок Холмс, и мы даже слышим, как он небрежно бросает восхищённому доктору: „Но это же элементарно, Уотсон“». Подытоживая значение Гастингса для развития истории, Югетт Бушардо писала, что он не просто рассказчик, а функционально представляет собой такой его тип, о котором следовало только «мечтать». Так, он достаточно объективен для комментирования происходящего, наивен и тщеславен, но не сверх меры. Ему не присуще самообладание, так как он не может в достаточной мере утаивать свои чувства, что позволяет преступнику вводить его в заблуждение и на фоне этого блеснуть детективу. Несдержанность Артура позволяет автору сохранять интригу, так как детектив уклоняется от детальных разъяснений до самого финала расследования. Его внешность не детализирована, в отличие от Эркюля, что позволяет читателю до некоторой меры отождествлять себя с ним. По своим довольно стереотипным чертам его характер основывается на типичном, традиционном образе англичанина. Это проявляется в его привычках и предпочтениях, в частности, в области пищи и напитков, пристрастии к спорту. Так, он любит чай и традиционно употребляет его вечером, что находит отражение уже в первом романе с его участием. В отличие от холостяка Пуаро, его напарник подвержен женским чарам, над чем часто, начиная с 1916 года, иронизирует его старший товарищ. В частности, уже при первом появлении у него имеются две романтические привязанности, однако в итоге эти избранницы останавливают свой выбор не на нём.
В книге впервые появляется и другой частый персонаж историй с Пуаро — инспектор криминальной полиции Джеймс Гарольд Джепп. Он знаком с бельгийцем ещё с 1904 года, когда тот помог Скотленд-Ярду в поимке в Брюсселе мошенника Аберкромби. Кроме того, Джепп упоминает об участии Пуаро в задержании «барона» Альтара в Антверпене. Инспектор представляет собой тип исправного служаки-детектива, не обладает талантами Пуаро, и, как отмечают в литературе, прежде всего ему не хватает воображения. Эти черты сближают его с ещё одним героем Конан Дойла — инспектором Лестрейдом. Исследователи считают, что моделью для образа служаки-детектива романистки вероятнее всего послужил именно он. Впрочем близость их фигур не скрывала и сама Кристи. Это проявляется даже в их внешнем виде, про что неоднократно указывалось в литературе. Так, уже при первом появлении Джеппа Гастингс описывает его как невысокого подвижного брюнета «с лицом, напоминающим мордочку хорька» (ferret-faced man). Подобной внешностью наградил Дойл в рассказе «Тайна Боскомской долины» (1891) мистера Лестрейда. «Аккуратный, сдержанный, похожий на хорька человечек с хитрыми глазками ожидал нас на платформе» (A lean, ferret-like man, furtive and sly-looking, was waiting for us upon the platform), — таким его увидел Ватсон при встрече.
Неоднократно отмечалось, что образ детектива, в частности, Пуаро, не претерпевает значительных изменений на протяжении длительного творческого пути Кристи. Однако в той же мере это касается и второстепенных персонажей из «Стайлза», которые стали моделью для её последующих произведений. Некоторые из них создавались под влиянием впечатлений от реальных людей, с которыми была знакома Агата. Так, среди действующих лиц, имеющих биографическое начало, можно назвать медсестру из госпиталя, помощника аптекаря. Однако Мэри Уагонер не совсем согласна с такой чересчур прямой постановкой вопроса. По этому поводу она писала: «Иначе говоря, она создавала героев на основе своих впечатлений, но при этом они были её изобретением. Её автобиография свидетельствует о том, что только немногие её персонажи имели прототипами людей, которых она действительно знала».
Открывают череду убийц в творчестве Кристи такие персонажи, как Альфред Инглторп и Эвелин Говард, которые не только скрывают свои отношения от окружающих, но и якобы терпеть друг друга не могут. Этот сюжетный ход неоднократно применяется в последующих книгах писательницы. Указанные тайные сообщники пытаются воспользоваться особенностями британского законодательства, в ходе чего стремятся избежать наказания за повторное привлечение к уголовной ответственности. Такую тактику избирает также Джейн Уилкинсон («Леди Эджвер») в романе «Смерть лорда Эджвера» (1933). В романе «Немой свидетель» (1937), обсуждая характер одного из героев, кажущегося обаятельным и честным, Пуаро в разговоре с Гастингсом замечает, что не следует верить первым впечатлениям, а ориентироваться строго на факты. Детектив перечисляет нескольких преступников из их общего с Гастингсом прошлого, в том числе соучастницу убийства из их первого совместного дела: «Я размышляю о разных людях: о красивом молодом Нормане Гейле, о грубовато-добродушной Эвелин Говард, приятном докторе Шеппарде, спокойном, рассудительном Найтоне». Кроме своей первой книги, в этой реплике Кристи отсылает к преступникам из таких известных романов с участием Пуаро: «Смерть в облаках» (дантист Норман Гейл), «Убийство Роджера Экройда» (доктор Джеймс Шеппард) и «Тайна „Голубого поезда“» (майор Ричард Найтон). Для Кристи вообще характерно помещение ранее использованных персонажей в последующие произведения, что имело место и в отношении уже первого романа. Исследователи находят таких «дублёров» в её позднем криминальном шедевре — романе «Ночная тьма» (1967). Там тоже действует пара убийц, являющихся любовниками, а их жертвой является богатая женщина, состоящая в браке с одним из них. Они как Альфред Инглторп и Эвелин Говард внешне поддерживают неприязненные отношения, что позволяет им отвести подозрения в сговоре. Кроме того, в обоих книгах способом убийства выступают манипуляции с лекарствами жертвы, что обеспечивает им получение алиби.
Кристи уже в первом романе представила то типичное ограниченное общество и персонажей, которые будут фигурировать во множестве её произведений. Кроме того, уже в начале творческого пути у неё появляются так называемые парные персонажи. Кроме отмечавшегося контраста между Пуаро и Гастингсом, к этой типизации можно отнести представителей семьи Кавендишей, противопоставляемых «чужакам» (немецкий еврей доктор Бауэрстайн, секретарь хозяйки поместья, и, прежде всего, её второй муж Инглторп). Кроме того, и среди членов семьи Кавендишей проводится сопоставление, основанное на несходстве характеров (младший и старший братья, жена последнего и молодая девушка-протеже хозяйки).

### Место и время действия

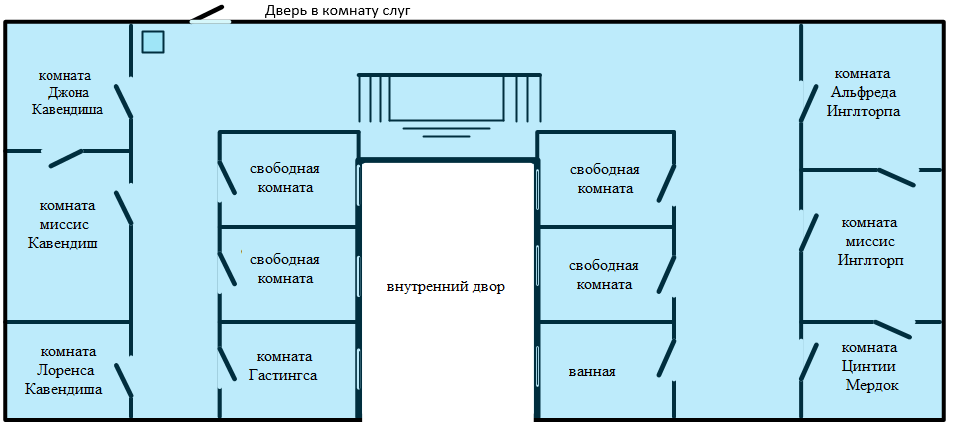
План первого этажа поместья «Стайлз-корт»

Симмонс отмечал, что уже в первом романе Кристи заложила основы той модели, которую на протяжении нескольких десятилетий совершенствовала, ставшей её узнаваемым стилем повествования, типичной «формой сюжета»: «Она также использовалась и другими, но ни у кого она не была столь же совершенной и разнообразной, как в её книгах. Эта модель состояла из нахождения нескольких человек в одном конкретном месте, убийстве одного из них по предварительному замыслу, и выявления причин их присутствия в этом месте». Посредством этого создавалось изолированное общество, описываемое в ограниченном пространстве: «Смерть в облаках» (1935), «Карты на стол» (1936), «Смерть на Ниле», «Десять негритят». «Если обратить внимание на то, как эти сюжеты были задуманы и осуществлены, то увидишь высокое мастерство, которое используется в них с обманчивой лёгкостью», — резюмировал свою мысль Симмонс. Британский писатель Джон Лэнчестер также подчёркивал, что уже в первом детективном романе писательницы присутствуют многие элементы, присущие её последующим книгам:
…сельский дом, определённое число подозреваемых, детектив извне, появляющийся в доме с устоявшимся укладом, нарушенным внезапным преступлением; этот дом — своеобразная мини-модель британского общества с давно сложившейся системой социальных ролей и ценностей.
Для большей конкретности Кристи уже в самом начале книги приводит детальную хронологию событий и описание места действия. Так, уже во второй главе («16 и 17 июля») читателю предоставляется последовательность происходящего, а в третьей («Трагическая ночь») — содержится план-схема особняка, где произошло убийство. Последний приём она применяла и в других своих сочинениях, в частности, в «Убийстве Роджера Экройда». Действие романа происходит во время Первой мировой войны, летом 1917 года, оно насыщено многочисленными характерными приметами той эпохи. Исследователи отмечают, что для Кристи присуще актуализировать время, место действия, мотивы, идеологический фон. Так, Лэнчестер отмечал типичность бельгийских беженцев, что стало распространённым фактом британской жизни во время войны, а до этого было в новинку, особенно в провинции. Название романа связано с усадьбой «Стайлз Корт» (англ. Styles Court), где происходит убийство владелицы. Она расположена в английской провинциальной деревушке Стайлз-Сент-Мэри, в восточной Англии. Именно в ней происходит история, описанная в последнем романе, где появляются Пуаро и Гастингс — «Занавес». В нём детектив неохотно вспоминает обстоятельства своего появления там во время Первой мировой войны. По его словам, такие места привлекают неудачников, сломленных жизнью, которым некуда ехать.

### Особенности повествования
Югетт Бушардо отмечала, что зрелость дебютной книги Кристи сразу позволила ей войти в ряды мастеров «романа-загадки». По её мнению, молодая писательница завоевала это право посредством своего рано проявившегося мастерства: «склонности то запутывать, то вновь увлекать читателя в погоню за невероятной истиной, хотя и не без обращения к высокому покровительству такого мэтра как Конан Дойл». Со временем Кристи стала ведущим мастером классического детектива, где разгадка скрывается до самого финала, а её непредсказуемость является «изюминкой» повествования. «Королева детектива» адресовала свои книги любителям этого жанра, читателям, стремящимся лично понять, что произошло, и получающим от этого удовольствие. Именно таким подготовленным любителям криминальных загадок её «ребусы» могут доставить наибольшее наслаждение. Уже здесь, в первом романе, присутствуют большинство элементов этого стиля. Так, это касается так называемых «ключей», «подсказок», которые могут как помочь докопаться до истины, так и ввести в заблуждение. Литературоведы подчёркивают, что их обычно всего несколько, в частности, как это имеет место в первой истории о Пуаро — основных три. Ведущее место занимает «метод Пуаро», основывающийся на целенаправленном отборе улик, выстраивании логической цепочки, позволяющей понять суть дела. Ещё одним «ключом» является то, что помочь раскрыть преступление позволяет непосредственная улика, которая, несмотря на свою простоту и обыденность, намеренно закамуфлирована и не должна бросаться в глаза. Важная подсказка представлена на всеобщее обозрение уже в третьей главе («Ночная трагедия»), но ей мало кто придаёт должное значение. Это касается последних слов хозяйки поместья («Альфред! Альфред»), которые можно трактовать по-разному, в частности, как обращение к мужу. Однако в действительности они являются предсмертным обвинением жертвы.
Согласно выводам исследователя записных книжек писательницы Джона Каррана, несмотря на то, что финал романа нельзя отнести к тому, что во многом составило славу её детективным произведениям — «развязке-сюрпризу» — он тоже удивляет. Изюминкой книги является «один из самых её эффективных приёмов», который Карран называет «двойной блеф». Финал, в котором Пуаро раскрывает и выводит на чистую воду преступников, стал также каноническим для цикла книг с этим персонажем. Благодаря особенностям работы такого частного детектива, как Пуаро, концентрирующего внимание на психологии подозреваемых, а не на кропотливом сборе и анализе вещественных доказательств, роман заканчивается эффектным, драматичным финалом, в котором доминирует бельгиец. Такая развязка стала излюбленным приёмом романистки и неоднократно ей использовалась. Подобной сцене, по выражению Каррана, «предстояло повториться во многих последующих книгах». Так, аналогичными «коронными» финалами заканчиваются такие известные книги с участием Пуаро, как «Убийство в „Восточном экспрессе“» (1934), «Смерть на Ниле» (1937), «Зло под солнцем» (1941), «Приключение рождественского пудинга» (1960) и другие её произведения из серии с этим героем. Анализируя книгу, Карран пришёл к выводу, что её замысел имеет отдалённую общую сюжетную основу с такими романами, как «Смерть на Ниле» и «Ночная тьма» (1967).
Джулиан Симмонс в своём анализе творчества Кристи подчёркивал, что большая часть её детективных историй основывается на одном и при этом довольно простом факте, который искусно проработан и замаскирован. Основой сюжетной конструкции в «Стайлзе» является юридический прецедент, заключающийся в том, что ранее оправданный в совершении преступления уже не может быть привлечён к ответственности повторно по тому же обвинению. Невзирая на то, что подобный план действий может показаться слишком надуманным, как отмечает Симмонс, через десятилетие после издания романа он был применён реальным убийцей, который был оправдан за своё преступление и после этого похвалялся своим хитроумием. Кроме того, Кристи, используя в сюжете возможности юридического казуса, дополнительно интригует читателя, запутывая и даже вводя его в заблуждение. Так, Пуаро, разгадав намерения преступника, предпринимает усилия, вплоть до доказательства его алиби, чтобы он на начальном этапе расследования не был осуждён. При этом создаётся впечатление, что сыщик с заявленными в романе незаурядными способностями, только из тактических соображений доказывая невиновность Альфреда Инглторпа, исключает его из списка подозреваемых, что дополнительно вносит путаницу в умозаключения читателя. Исследователи заметили, что введение полиции и, прежде всего, читателя в заблуждение стало одним из ведущих приёмов писательницы. Также начиная с этого романа открывается многочисленный список её книг с «подставным убийцей», на которого автор намеренно возводит подозрения, а он знает, кто действительный преступник, но отказывается признаваться.
Симмонс приводит и другие удачные сюжетообразующие находки, прежде всего это касается некоторых логических рассуждений, вводящих в заблуждение своей простотой. Так, Пуаро довольно туманно указывает Гастингсу на важность фактов о том, что в день убийства Эмили Инглторп температура составляла около + 27 °C в тени и что у главного подозреваемого необычная одежда и внешность — чёрная борода и очки. Однако Гастингс не воспринимает слова своего друга достаточно серьёзно и недооценивает эти детали. Между тем они играют важное значение в восстановлении картины преступления. Из этих «прозрачных», по мнению Симмонса, намёков Пуаро следует, что перед отравлением хозяйка дома указала развести огонь в камине своей комнаты в жаркий летний день, видимо, намереваясь что-то сжечь. Что касается внешности подозреваемого, который приобрёл в аптеке стрихнин, то именно его необычный облик вызывал подозрение в том, что и другой мог достаточно легко выдать себя за него. К числу недостатков, по мнению как критиков, так и самого автора, относятся отчасти любовная история и излишняя перегруженность побочными линиями, не являющимися существенными для романа-расследования. Однако такая перегруженность не вызывает ослабления детективной интриги. Мало того, Кристи использует этот недостаток для повышения интереса читателя, поддержания его внимания, когда, казалось бы, самые незначительные детали и факты, не относящиеся прямо к делу, приобретают важное значение.
Сама Агата Кристи и критики не относили её работы к высокохудожественной литературе. Однако уже в первой книге стали очевидны её сильные качества, благодаря которым её творчество остаётся востребованным на протяжении десятилетий. К ним, в первую очередь, относят мастерство рассказчика, живость и лёгкость стиля, мягкий юмор, самоирония, умение создать захватывающий сюжет и сохранять читательский интерес до последних страниц. Кроме того, как указывал Карран, выигрышную сторону её книг составляют диалоги, а также достоверные, «рельефные» герои. Он также отмечал: «Здесь нет скучных сцен с вопросами и ответами, подробных научных объяснений, многословных описаний людей или мест. Но достаточно того, что читатель чётко представляет себе любую сцену и участников. Каждая глава, почти каждая сцена направляет повествование к тщательно подготовленной кульминации и развязке». Анализируя роман, Карран приводит и другие факторы, которые привели к тому, что интерес к творчеству его автора не ослабевает. Личные качества и самосовершенствование, творческая плодовитость на протяжении десятилетий, тщательное планирование, изобретательность «с почти сверхъестественной увлекательностью», вызвали появление «непревзойдённого сочетания». Он выразил свою мысль о непреходящем значении её наследия и тем фактом, что никто не встанет с ней вровень в излюбленном жанре, следующим образом: «Почему? Потому что никакой другой автор детективов не работал так хорошо, так много и так долго — никто не мог соперничать с ней в сочетании увлекательности, изобретательности, честности и продуктивности».

## Отражение в культуре

### В творчестве Агаты Кристи

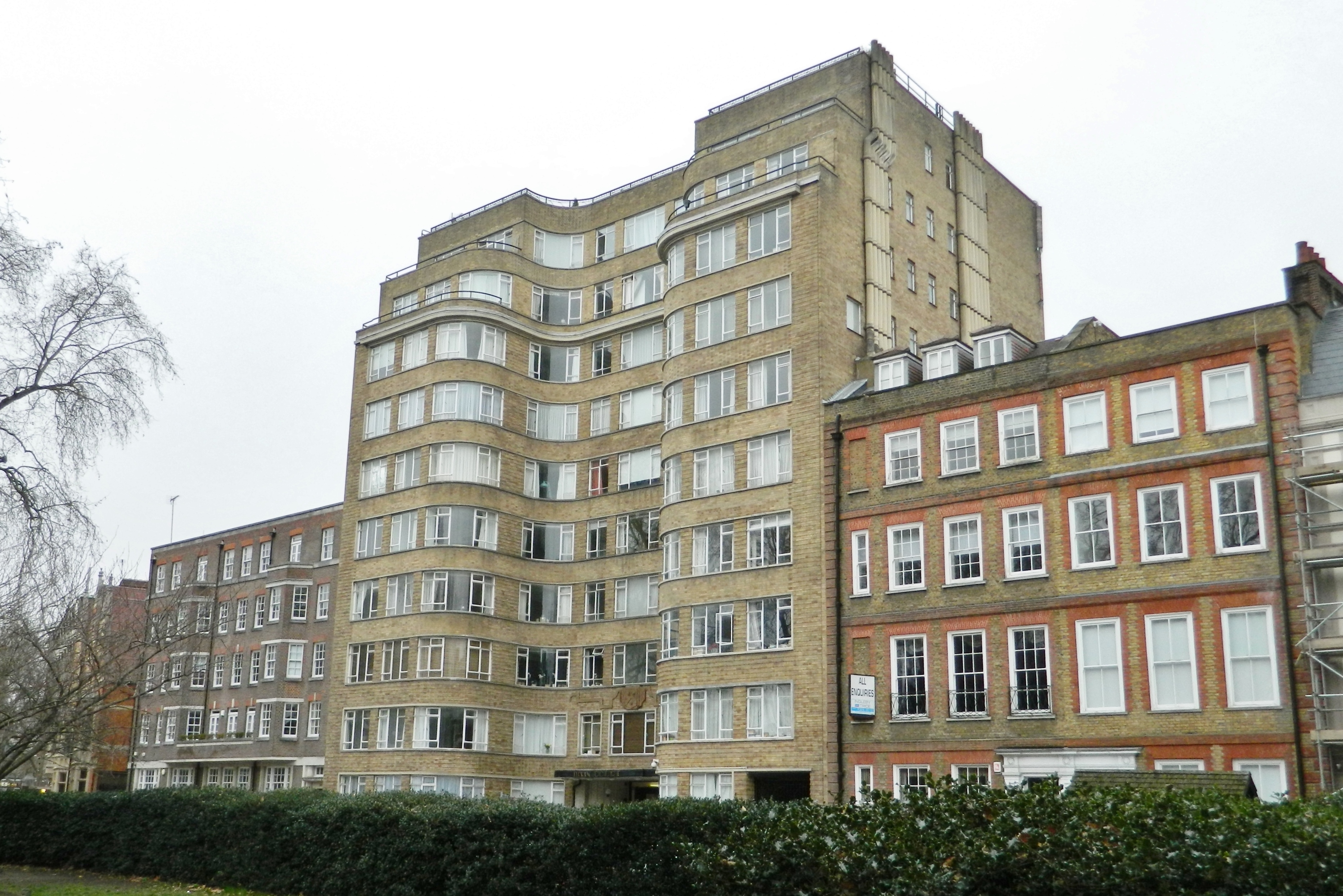
Флорин Корт — лондонский дом, где проживают Пуаро и Гастингс в сериале «Пуаро Агаты Кристи»

Свой дебютный детектив писательница неоднократно упоминала в других своих произведениях, включая и «Занавес», являющийся последним из изданных при её жизни романов и завершающий цикл историй о расследованиях Пуаро и Гастингса. В романе «Убийство на поле для гольфа», продолжившего историю их дружбы и совместной деятельности, последний рассказывает молодой попутчице о фактах из своей жизни. Гастингс признаётся, что во время Великой войны был ранен на Сомме, после чего его демобилизовали. Он поселился в Лондоне, где начал снимать квартиру со своим другом — непревзойдённым частным детективом Эркюлем Пуаро. В качестве примера его профессиональных способностей Артур приводит раскрытие преступления в Стайлз-корте, называя это первым крупным успехом бельгийского сыщика: «Сев на любимого конька, я пустился вспоминать подробности этого запутанного дела, не преминув особенно ярко обрисовать его неожиданное и триумфальное завершение».  

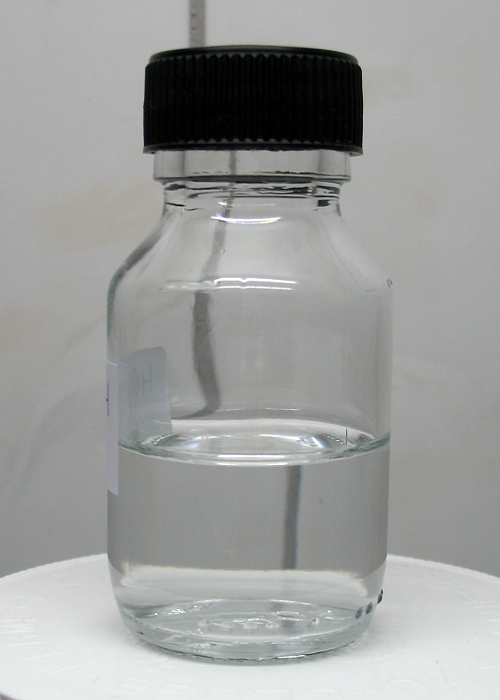
В рассказе «Наследство Лемесюрье», упоминается первое дело Пуаро и Гастингса, а также изобретательно используется муравьиная кислота в качестве яда

Отсылки и некоторые аспекты раскрытия преступлений в «Стайлзе» содержатся также в нескольких ранних рассказах, созданных в 1923 году, но изданных позже: «Происшествие на балу Победы» (The Affair at the Victory Ball), «Наследство Лемесюрье» (The Lemesurier Inheritance), «Коробка шоколадных конфет» (The Chocolate Box). В первом из них Гастингс, от лица которого ведётся повествование, вспоминает, что Пуаро был привлечён к расследованию в поместье Инглторпов совершенно случайно. Успешное разоблачение преступников принесло ему значительную известность, и он решил остаться в Англии и заняться частной детективной практикой. К нему присоединился Гастингс, вышедший в отставку после последствий полученного ранения во Франции. Их сближению способствовало также то, что они стали снимать вместе квартиру в Лондоне. Свои воспоминания, связанные с их совместным прошлым, Артур завершает следующим образом: «Именно потому с большинством дел Пуаро я знаком не понаслышке и мне не раз советовали описать для потомства хотя бы самые интересные из них». Действие «Наследства Лемесюрье» также происходит после событий в Стайлзе, где, согласно рассказу, они возобновили дружбу, связывающую их ещё со времён бельгийского знакомства. История примечательна также тем, что в качестве орудия преступления писательницей избрана муравьиная кислота (это единственный случай в её обширном литературном наследии), что, как и в «Стайлзе», признаётся исследователями одним из её виртуозных литературных способов убийства. Мэттью Бансон привёл эту новеллу в качестве ещё одного примера, демонстрирующего обширные познания автора в области ядов и химических соединений. В «Коробке шоколадных конфет» речь идёт о единственном неудачном расследовании Пуаро, «поражении», как он его называет. Оно имело место тогда, когда он ещё работал в бельгийской сыскной полиции в Брюсселе и не был ещё знаком с Гастингсом. Пуаро делится воспоминаниями со своим партнёром; по сюжету он замечает об отравлении убитого французского депутата и возникшими перед сыщиком сложными вопросами: «Вы помните наши затруднения в деле Стайлз, Гастингс? Тогда я тоже знал. Но мне потребовалось много времени, чтобы найти последнее звено в цепочке доказательств». В романе «Загадка Эндхауза» (1932) упоминается эта бельгийская неудача Пуаро; из его диалога с Гастингсом становится известно, что детектив просил своего друга всякий раз, в случае того, если он станет излишне самоуверен просто сказать ему: «коробка шоколада». Немного ранее, в этой же книге Гастинг, нахваливая детективные способности друга, рассказывает красавице Магдале «Ник» Бакли про «знаменитое дело, которое сыщик распутал благодаря своей привычке выстраивать в симметричном порядке безделушки на каминной доске», что является прямым указанием на их первое с Пуаро дело.
Отсылки к дебютному роману Кристи находятся не только в историях, посвящённых приключениям Пуаро и Гастингса, но и в такой своеобразной её книге как «Партнёры по преступлению» (Partners in Crime; 1929). В окончательном виде она является сборником из 17 рассказов, представляющих собой пародии и иронические подражания на произведения других детективных авторов. Многие из них были известны в 1910—1920-е годы, но со временем утратили популярность. Эти рассказы появились в журналах между 1923 и 1928 годами и были посвящены расследованиям других известных персонажей Кристи: Томасу Бересфорду и его жене Пруденс Коули, более известных как Томми и Таппенс. Эта вымышленная пара также, как пародируемые писатели, значительно уступают в популярности Кристи и бельгийскому детективу. В этом отношении в литературе можно встретить следующее показательное замечание о сборнике: «И если бы самих Томми и Таппенс создал кто-то другой, а не Агата Кристи, возможно, их ждала бы та же участь, поскольку большинство рассказов всё же несколько легковесны и кратки, чтобы быть по-настоящему захватывающими, и читатель вынужден довольствоваться всего лишь комедийными перипетиями Томми и Таппенс, чьи „маленькие серые клетки“ несопоставимы с таковыми у Пуаро». В «Человеке, который был номером 16» (The Big Four; 1927), изданном впервые в декабре 1924 года, содержится пародия на книгу «Большая четвёрка», где фигурируют Пуаро, Гастингс и Джепп, а также аллюзии на «Загадочное происшествие в Стайлзе» и «Убийство Роджера Экройда». При появлении сборника в окончательном виде в издании 1929 года, рассказ стал в нём последним — семнадцатым.
В романе «Занавес», опубликованном в 1975 году по настоянию Уильяма Коллинза и сюжетно замыкающего цикл о расследованиях Пуаро и Гастингса, неоднократно звучат отсылки к их первому расследованию. Эти «переклички» окрашены в сентиментальные, ностальгические, печальные тона. Артур, впервые со времён романа «Безмолвный свидетель», где также содержится упоминание про события 1916 года, вновь выступает в качестве рассказчика. Возвращаясь в знакомые места капитан вспоминал про обстоятельства его появления в поместье Кавендишей, судьбоносное знакомство с бельгийским беженцем, так «круто» изменившим его жизнь. «Ах, если бы вернуться в прошлое и прожить жизнь заново, вернуться в тот 1916 год, в тот день, когда я впервые приехал в „Стайлз“…», — обращается к себе Гастингс. Спустя десятилетия произошли значительные изменения в деревне, многие знакомые умерли и разъехались по миру, а поместье «Стайлз» преобразовано в гостиницу, где доживает свои последние дни разбитый артрозом великий детектив, требующий неустанного постороннего ухода. Друзья с грустью мысленно возвращается к «делу Инглторпов», когда они с его другом были здоровы и полны сил. Однако на эти сетования Эркюль возражает, что несмотря на своё неудовлетворительное физическое состояние, он не утратил своих мыслительных способностей и его «серые клеточки» всё также в полном порядке. Им вновь, как и во время Великой войны, приходится столкнуться с необычайно умным преступником, действующим по «системе», позволяющей ему избежать наказания в рамках правосудия. По наблюдению Богатырёва, в этом итоговом произведении: «„Кольцевое“» мировосприятие Дамы Агаты замыкает круг, искривляя пространство-время, возвращая бельгийца в прошлое, к его первому делу — в „Стайлз“». 6 августа 1975 года за подписью Томаса Ласка, в связи с запланированным на октябрь американским изданием романа «Занавес», в газете The New York Times вышел уникальный «некролог», посвящённый Эркюлю Пуаро. В статье «Эркюль Пуаро скончался: умер известный бельгийский детектив» (Hercule Poirot Is Dead; Famed Belgian Detective) карьера частного детектива названа «одной из самых ярких в художественной литературе» (was one of the most illustrious in fiction). Она кратко описана начиная с его первого дела и до последнего, происходивших в «Стайлз-корте». Автор панегирика, исходя из содержания последнего романа писал: «В конце жизненного пути месье Пуаро болел артритом, и у него было больное сердце. Мы часто видим его в инвалидном кресле, когда его перемещают из спальни в гостиную Стайлз-корта. В эссекском имении Стайлз теперь устроен пансион с маленькими комнатками. А гордец Эркюль Пуаро вынужден пользоваться париком и фальшивыми усами, дабы скрыть урон, причинённый старостью».

### В культуре

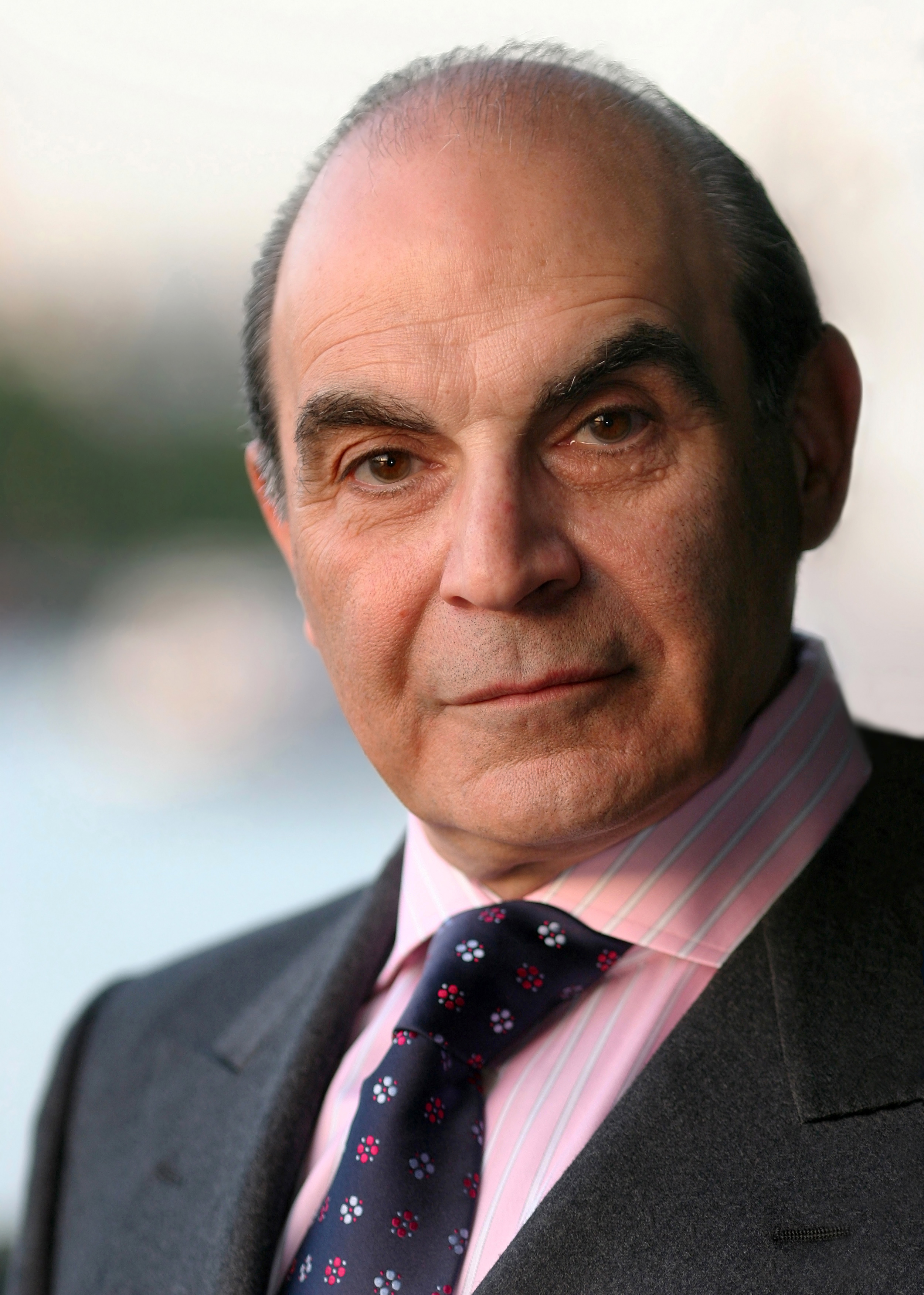
Дэвид Суше — исполнитель главной роли в британском сериале «Пуаро Агаты Кристи»

16 сентября 1990 года в эфир вышла серия «Таинственное происшествие в Стайлзе» британского телесериала «Пуаро Агаты Кристи», снятая телекомпанией ITV по мотивам романа. Полнометражный телефильм являлся спецвыпуском сериала и был приурочен к столетней годовщине рождения писательницы. В роли Эркюля Пуаро — Дэвид Суше, Хью Фрейзер в роли лейтенанта Артура Гастингса и Филип Джексон в роли инспектора Джеймса Джеппа. Экранизация достаточно близка к роману, хотя некоторые персонажи были исключены (в частности, Бауэрстайн), и в фильме не объяснена причина замедленного действия стрихнина. В 1990 году на Латвийском телевидении был показан трёхсерийный мини-сериал «Убийство в Стайлзе» (латыш. Slepkavība Stailzā). Режиссёр Янис Чекулс, в роли Эркюля Пуаро — Арнольд Лининьш. 

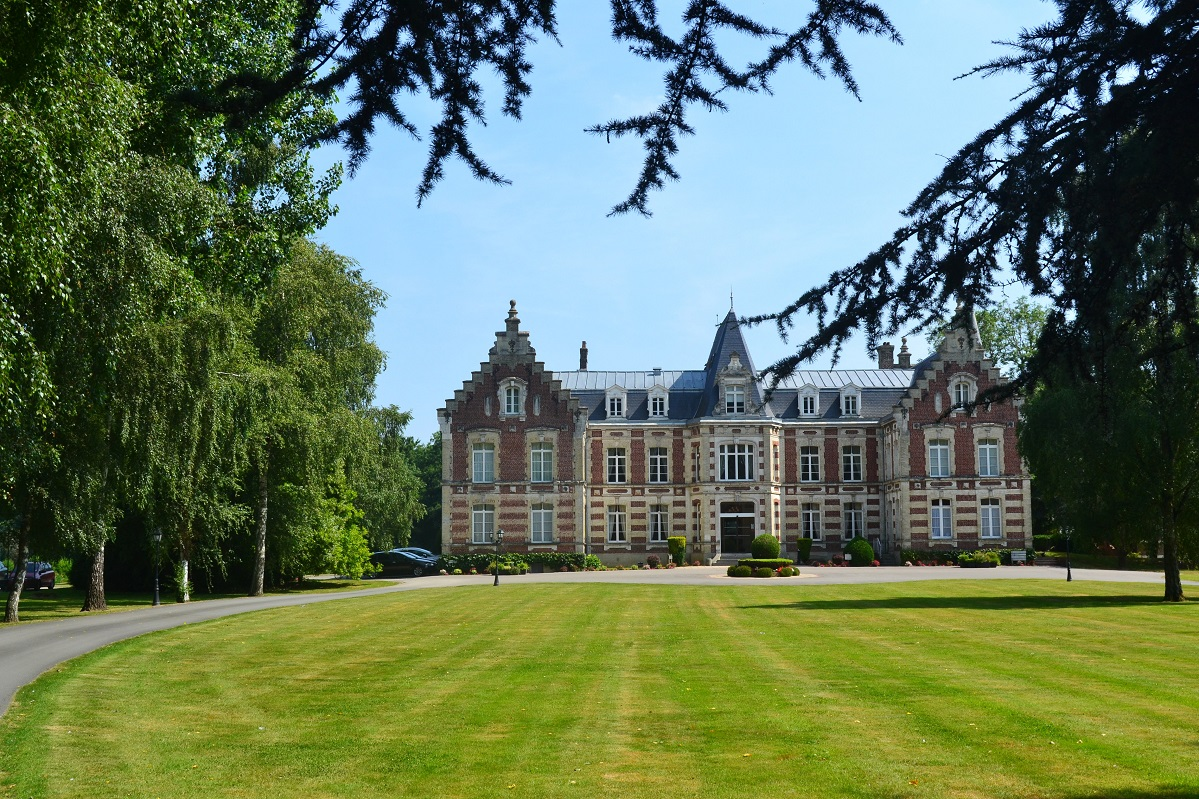
В вольной экранизации романа в сериале «Загадочные убийства Агаты Кристи» действие происходит в престижном французском спа-отеле

В 2016 году роман был вольно экранизирован режиссёром Эриком Воретом в качестве пятнадцатого эпизода «Загадочное происшествие в „Стиле“» (фр. La mystérieuse affaire de Styles) второго сезона французского телесериала «Загадочные убийства Агаты Кристи». Премьера серии прошла 16 сентября 2016 года на канале France 2. Действие сезона происходит в конце 1950-х—начале 1960-х годов во Франции. Комиссар полиции Сван Лоранс расследует убийства в роскошном спа-отеле «Стиль» (его роль сыграл Hôtel-Château de Tilques, департамент Па-де-Кале), в том числе его пожилой владелицы Эмили Борегар, которая была замужем за вдвое моложе её массажистом Адриеном Совиньяком. Лорансу помогают другие постоянные участники второго сезона сериала — его секретарша Марлен Леруа и журналистка Алиса Авриль. Несмотря на произведённые многочисленные изменения общая схема преступления создателями не была изменена: пожилую женщину посредством отравления стрихнином убивает её молодой муж со своей сообщницей — её лучшей подругой, показательно находящейся с ним в неприязненных отношениях. В 2005 году британская теле-радиовещательная компания BBC выпустила в эфир одноимённый радиоспектакль поставленный Майклом Бейкуэллом. Он выходил в эфир еженедельно с 5 сентября по 3 октября. Рассказ ведётся от лица Артура Гастингса. Роль Эркюля Пуаро исполнил Джон Моффатт, Саймон Уильямс — Гастингса. В роли инспектора Джеппа Филип Джексон, сыгравший ту же роль в британской телеадаптации 1990 года.
В 2016 году некоторые мировые СМИ откликнулись на столетие по случаю «рождения» Пуаро. К этой дате был приурочен второй роман британской писательницы Софи Ханны «Эркюль Пуаро и Шкатулка с секретом» (Closed Casket), из серии детективов повествующих о расследованиях великого бельгийца. Действие его происходит в 1929 году в Ирландии, но уже без участия Гастингса, чью роль выполняет инспектор Скотленд-Ярда Эдвард Кэтчпул. Права на авторизованное использование персонажа были получены в 2013 году у наследников Кристи, в частности, у Agatha Christie Limited и внука писательницы, Мэтью Причарда. В связи с этим в следующем году был издан роман «Эркюль Пуаро и Убийства под монограммой» (The Monogram Murders), начавший новый цикл о расследованиях «гениального» бельгийца.

Памятная монета «100 лет тайн», посвящённая столетию издания романа

В 2016 году с целью отметить столетие создания «Загадочное происшествие в Стайлзе» Королевская почта Великобритании выпустила шесть специальных памятных почтовых марок. Автором дизайна выступил Джим Сазерленд, который в качестве специфических элементов включил на их поверхность микропечать, симпатические (невидимые) и термохромные чернила. Кроме дебютной книги Дамы Агаты в этой серии марок представлены такие известные её работы в жанре романа-загадки: «Убийство Роджера Экройда», «Десять негритят» «Убийство в „Восточном экспрессе“», «Труп в библиотеке», «Объявлено убийство». Мэтью Причард выразил признательность за такое уникальное почтение памяти его бабушки и её книг, так как в этой серии марок изобретательность Кристи нашла отражение в уникальных свойствах марок, выполненных с применением передовых технологий. Таким образом, по его замечанию, здесь проявился «союз традиционного и современного, что ещё больше усиливает восхищение». В 2020 году Королевский монетный двор Великобритании выпустил памятные монеты, посвящённые юбилеям этого года. В этой серии появились коллекционные монеты 100 Years of Mystery номиналом 2 фунта стерлингов, созданные в сотрудничестве с Agatha Christie Limited и в ознаменование издания дебютного романа «королевы детектива». Цена монет различна: они выпущены с использованием различных металлов (золото, серебро) и отличаются коллекционной ценностью. Их дизайн, разработанный Дэвидом Лоуренсом, призван отразить некоторые характерные черты детектива и включает в себя подпись Кристи, элементы пазла, воплощающие замысловатые и таинственные повороты сюжета, а также склянку с ядом, пистолет, нож и другие символы. На гурт монеты помещена знаменитая фраза Пуаро «LITTLE GREY CELLS» — «маленькие серые клеточки».